# インディアナポリス
インディアナポリス（英語：Indianapolis、[ˌɪndiəˈnæpəlɪs]）は、アメリカ合衆国のインディアナ州中央部に位置する都市。同州の州都であり、州の政治・経済・交通・文化の中心地となっている。中西部有数の世界都市。

## 概要
1970年にインディアナポリスに郡庁を置くマリオン郡と市郡合併した結果、マリオン郡域のほとんどがインディアナポリスの市域となり、945.6平方キロメートルの広い市域を有している。人口は887,642人（2020年国勢調査）で、インディアナ州では最大、中西部ではシカゴ、オハイオ州コロンバスに次ぎ、全米でも第15位である。近郊のカーメルやアンダーソンを含む都市圏は11郡に跨がり、人口は2,111,040人（2020年国勢調査）を数える。この都市圏にマンシー・コロンバス両都市圏及び周辺の5つの小都市圏を加えた広域都市圏は2,492,514人（2020年国勢調査）の人口を抱えている。
インディアナポリスはインディアナが州に昇格した後、1821年に州都となるべく建設された計画都市である。19世紀中盤になると複数の鉄道が開通し、それらを集約する駅として全米初のユニオン駅が設置され、鉄道交通の要衝として発展した。20世紀に入るとインディアナポリスは自動車産業で発展し、一時はデトロイトにも匹敵した。しかし20世紀も後半に入ると自動車産業を初めとする製造業は衰退し、代わりに生物工学・生命科学・ヘルスケアといった産業がインディアナポリスの地域経済を支えるようになってきている。4本の州間高速道路が交わる地の利から、運輸・流通業も発展している。また、インディ500を初めとするスポーツツーリズム及びコンベンションによる観光業も地域経済において重要な位置を占めるようになってきている。

## 歴史

### 創設と初期
1816年にインディアナ準州が州に昇格すると、連邦議会は連邦の所有する土地4区画を州政府の恒久的な立地とするために寄付した。その2年後、1818年に締結されたセントメアリーズ条約によって、デラウェア族はインディアナ州中央部の土地の権利を放棄し、1821年までにこの地を去ることになった。この時に「新たに購入」した土地には、1820年に新たな州会議事堂が建てられることになる用地が含まれていた。
連邦が「新たに購入」したこの州中央部の土地には、やがて北西ヨーロッパ系を中心とする多くの入植者が移入してきた。初期のヨーロッパ系及びアメリカ系の移民の多くがプロテスタントであったのに対し、初期のアイルランド系及びドイツ系移民の多くはカトリックであった。一方、1840年以前には、インディアナ州中央部のこの地にはほとんどアフリカ系は住んでいなかった。この地に恒久的な入植者として移入した最初のヨーロッパ系入植者はマコーミック家、もしくはポーグ家であったとされている。一般的にはマコーミック家が最初の恒久的入植者であったと考えられているが、ジョージ・ポーグ一家が1819年3月2日に、後にポーグズ・ランと呼ばれることになる小川の側の丸太小屋に入植したのが最初だとする歴史家もいる。これに対して、マコーミック説を唱える歴史家は、1820年2月にジョン・ウェスレー・マコーミック一家及びマコーミック家に雇われた者たちが、ホワイト川の近くに入植したのが最初であるとしている。

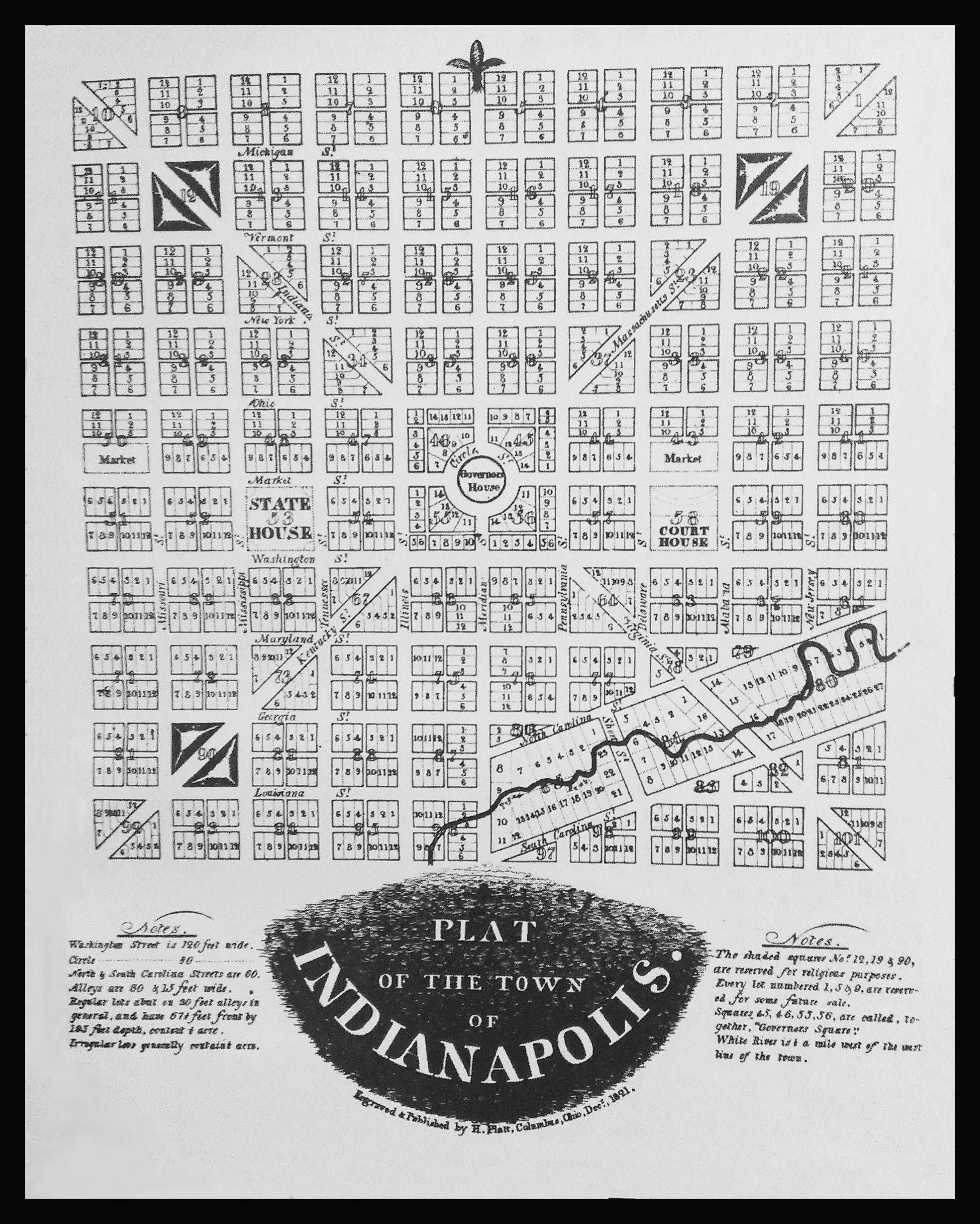
ラルストンによるインディアナポリス都市計画原案

1820年1月11日にインディアナ州議会は、州中央部に新しい州会議事堂を建てる立地を選定するための10人の委員から成る委員会を承認した。また、州議会は測量と都市計画を担う人物として、ワシントンD.C.の都市計画案作成にあたってピエール・シャルル・ランファンを補佐したアレクサンダー・ラルストン、およびエリアス・ピム・フォーダムの2名を任命し、1821年にインディアナポリスとなる町が創設・区画された。ラルストンの原案では、インディアナポリスは1平方マイルの町と呼ばれていた。同年12月31日にマリオン郡が創設されると、インディアナポリスにはその郡政府が置かれた。1825年1月1日付で、州都が州南部のコリードンからインディアナポリスに移され、同年1月10日にインディアナポリスでの初めての州会が開催された。また、同年、連邦地方裁判所もインディアナポリスに設置された。
インディアナポリスが正式に町として法人化された1832年まで、インディアナポリスの町とマリオン郡は町郡一体の政治形態を採っていた。1847年3月30日には、インディアナポリスは市制を施行した。初代市長にはホイッグ党のサミュエル・ヘンダーソンが就任し、7人の議員から成る市議会が創設された。1853年には、選挙によって選出された市長と14人の議員から成る市議会を持つ、と定めた市憲章が、市民投票によって承認された。
インディアナポリスは連邦政府によって建設された初期主要道路の1つであるカンバーランド道路の経由地の1つであった。また、1847年には、インディアナポリスを通る最初の鉄道となった、マディソン・アンド・インディアナポリス鉄道が開通した。その後、インディアナポリスには次々と鉄道が開通し、それらの鉄道を集約する駅として、1853年に全米初のユニオン駅が設置された。

### 南北戦争

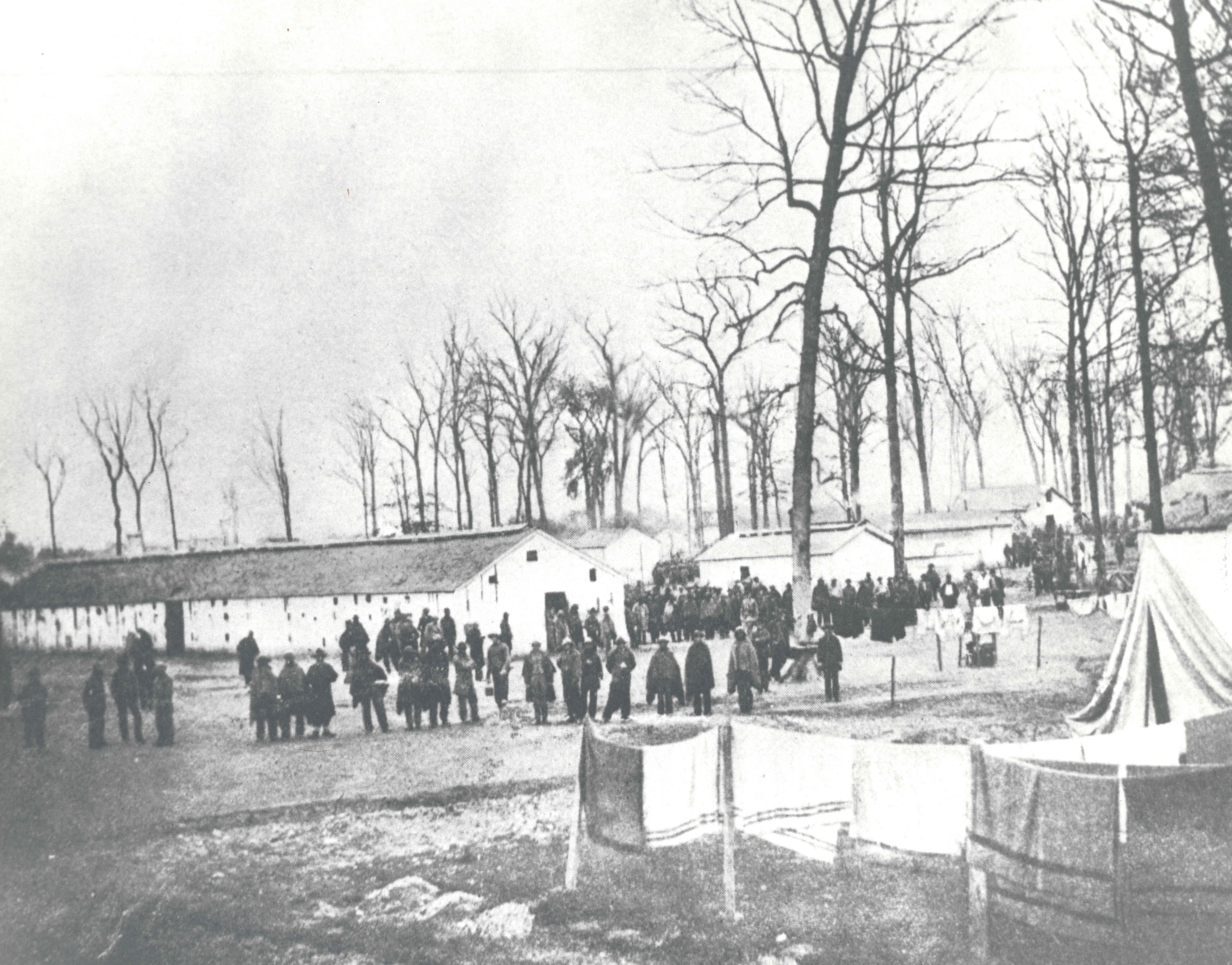
モートン捕虜収容所に収容された南軍の捕虜（1864年）

南北戦争中インディアナポリスは北軍についていた。インディアナ州知事オリバー・モートンは、当時の大統領エイブラハム・リンカーンの熱烈な支持者で、開戦するとすぐにインディアナポリスを北軍の結集地にした。1861年2月11日、大統領就任式に向かうリンカーンが、スプリングフィールドからワシントンD.C.への道中で、インディアナポリスを経由した。選出された就任前の大統領がインディアナポリスを訪問するのは、これが市史上初めてであった。同年4月16日には、インディアナ第1連隊結成の最初の司令が出され、インディアナポリスは州志願兵の司令部となった。それから1週間で、北軍に加わった新志願兵は12,000人以上にのぼった。
戦時中、インディアナポリスは鉄道のハブ、および交通の中心地となり、軍事上においても重要な基地となった。インディアナポリスからはおよそ4,000人の男子が志願して39の連隊に配属され、700人が戦死したと推計されている。1863年5月20日、北軍の兵士がインディアナポリスで開かれていた州の民主党大会の妨害を試み、休会に追い込んだ。これは皮肉的に「ポーグズ・ランの戦い」と呼ばれている。同年7月、モーガンの襲撃がインディアナ州南部に及ぶと、その脅威から、一時パニック状態に陥ったが、南軍の騎兵隊はインディアナポリスに侵攻することは無く、東進してオハイオ州へと入って行った。1865年4月30日、スプリングフィールドへ向かうリンカーンの葬送列車がインディアナポリスに停車した。インディアナ州会議事堂に運び込まれたリンカーンの棺台の前には、推定10万人を超える弔問者が集まった。

### 南北戦争後から20世紀前半

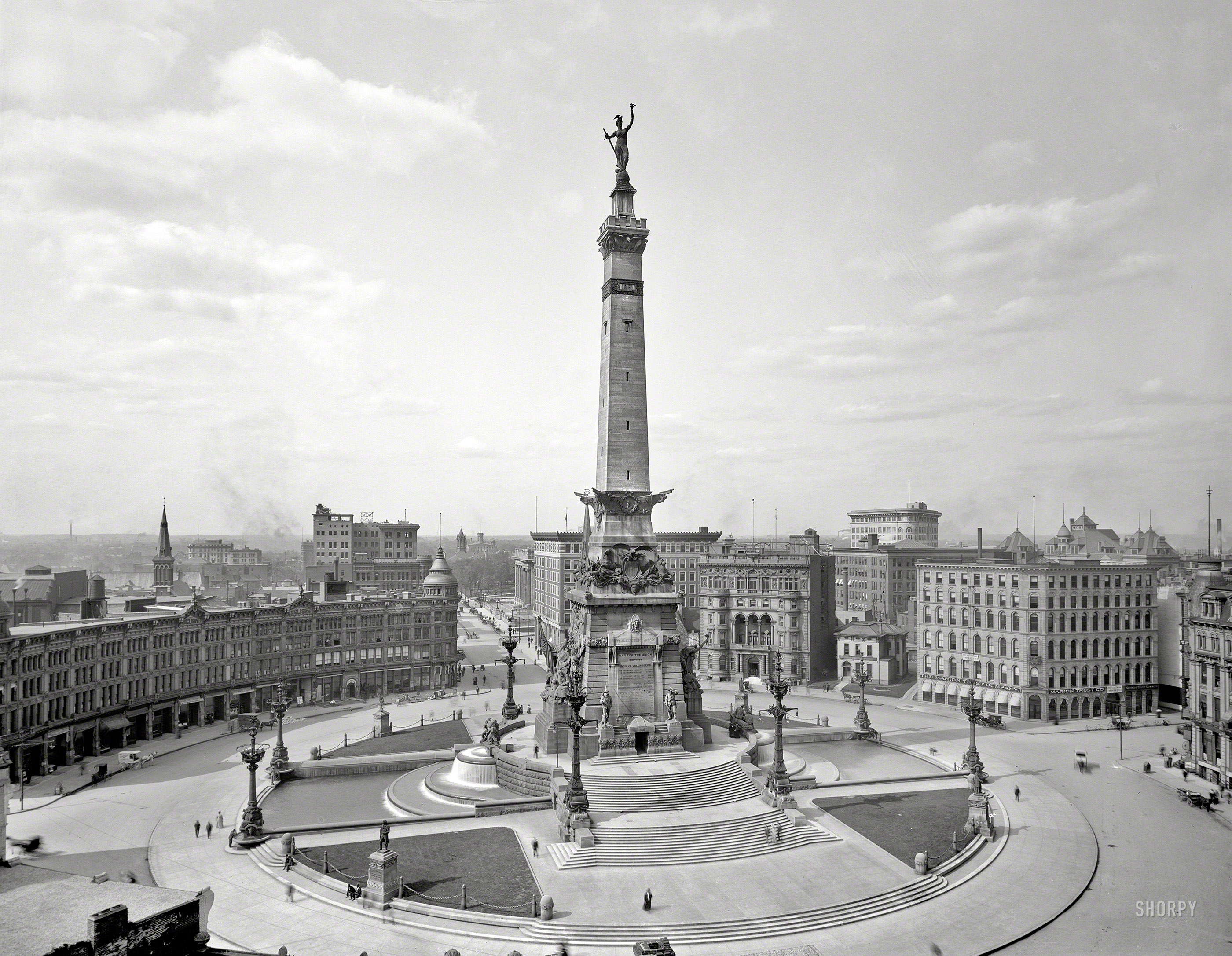
1888-1901年に建設されたインディアナ兵士水兵記念塔

南北戦争が終わると、主にインディアナ州中央部から東部にかけて広がるトレントンガス田の発見によってインディアナ・ガスブームがもたらされ、インディアナポリスは急速に発展した。インディアナポリス出身の作家ブース・ターキントンは、1899年に発表した小説「インディアナ出の紳士」で、インディアナポリスの変貌を次のように記した。

Like hundreds of others throughout the country, this town, too, moved forward with the times, its old stock becoming less and less typical, and newcomers with energy and business acumen taking their places of community leadership. In the offspring of German, Jewish, Irish, Italian, and other settlers 'a new Midlander - in fact, a new American - was beginning dimly to emerge.' To this new spirit of citizenship the magnificent Ambersons, reared in luxury, were unable to adapt themselves. Others, with a heritage of labor, rapidly took high places as the town progressed from village to market town to a manufacturing city. 

（訳）国中に何百とある町と同様に、この町もまた、時が過ぎるのと共に前進し、古いものはどんどん隅へと追いやられ、精力的でビジネスに明敏な新参者がコミュニティのリーダーへとのし上がっていく。ドイツ系、ユダヤ系、アイルランド系、イタリア系、その他の入植者の子孫のうち、「新しい中西部人 - 事実上は新しいアメリカ人 - がかすかに台頭しつつあった」。贅沢の中で育った格式高いアンバーソン家は、こうした新しい市民の精神に適応することができなかった。代々労働者であったその他の者は、この町が村から市場町、そして工業都市へと成長するにつれて、急速にその地位を高めていった。

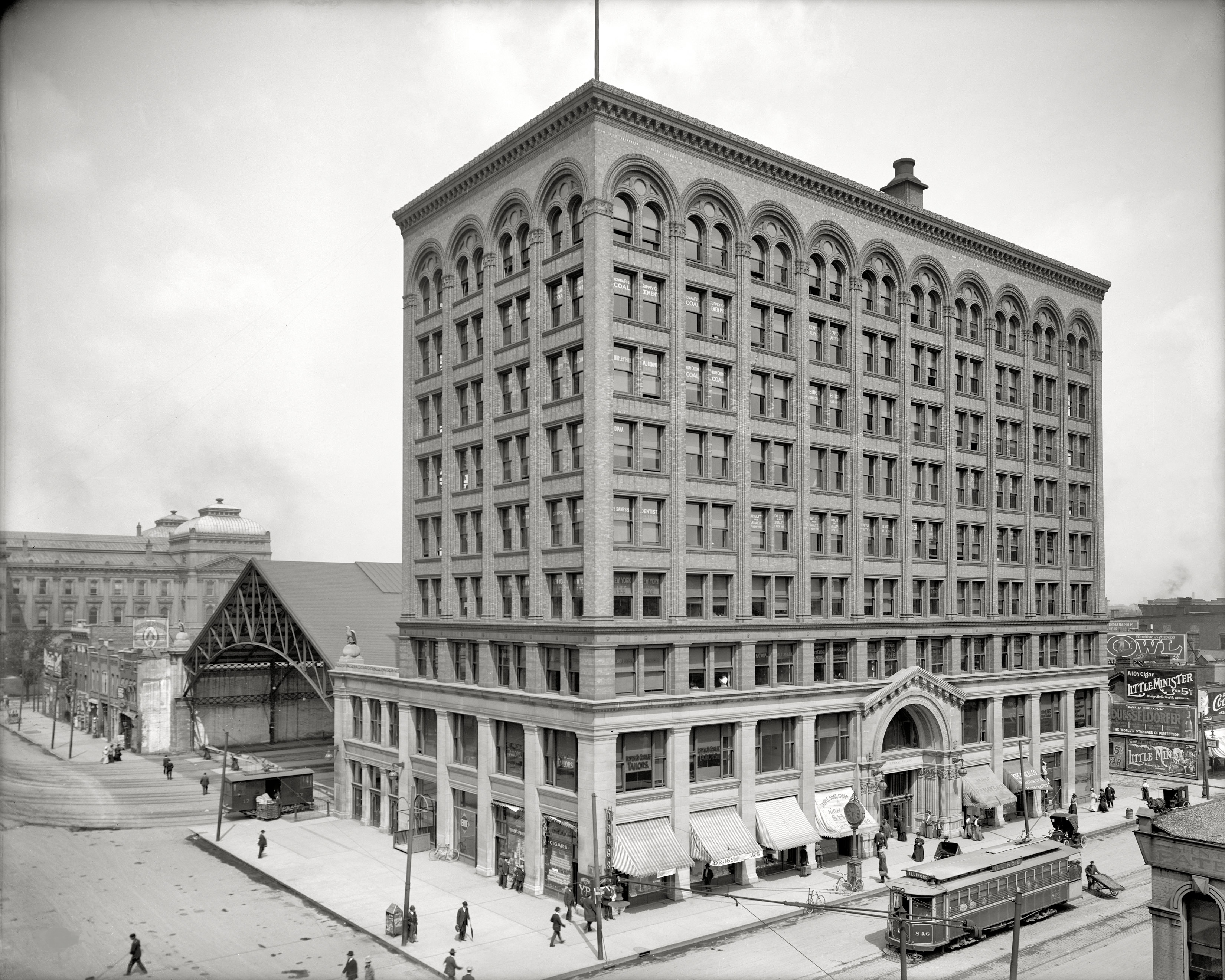
インディアナポリス・トラクション・ターミナル（1907年）

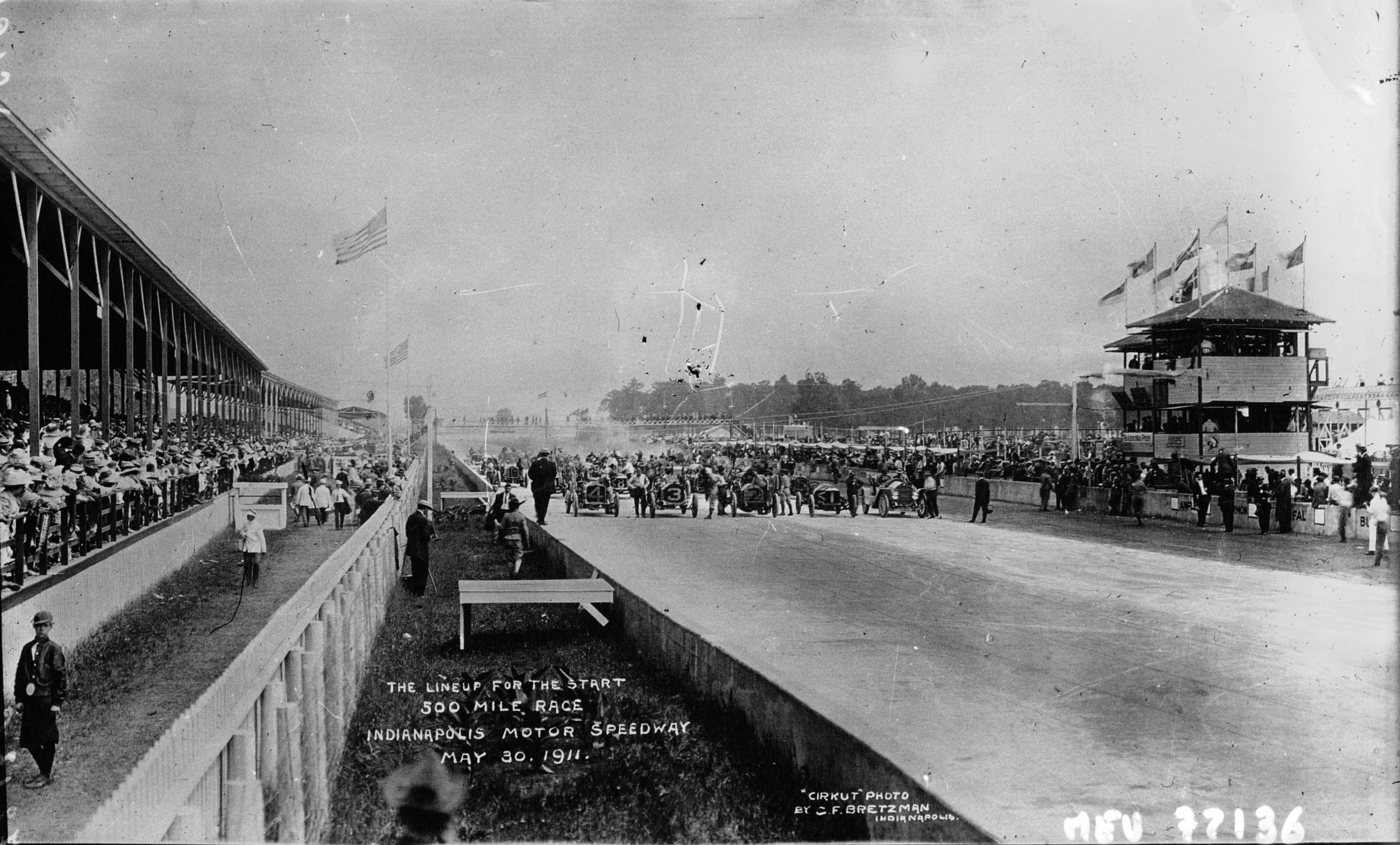
インディ500の第1回大会

20世紀に入ると、インディアナポリスは自動車産業で発展した。インディアナポリスからは四方八方に道路が延び、シカゴ、ルイビル、シンシナティ、デトロイト、セントルイスといった、高い成長を遂げる工業都市へと通ずる、地域交通の中心地となった。加えて、20世紀初頭のインディアナポリスはインターアーバンの拠点となり、沿線にはブロードリップル、アービントン、ユニバーシティハイツ、ウッドラフプレイスといった郊外都市（現在はいずれもインディアナポリス市内）が形成された。インターアーバンのターミナルであったインディアナポリス・トラクション・ターミナルは、当時この種の駅としては全米のみならず、世界でも最大のものであった。市の中央には、その後市のシンボルとなるインディアナ兵士水兵記念塔が建てられ、1902年に除幕された。1911年5月30日には、インディアナポリス・モーター・スピードウェイでインディ500の第1回大会が開かれ、レイ・ハルーンが優勝した。

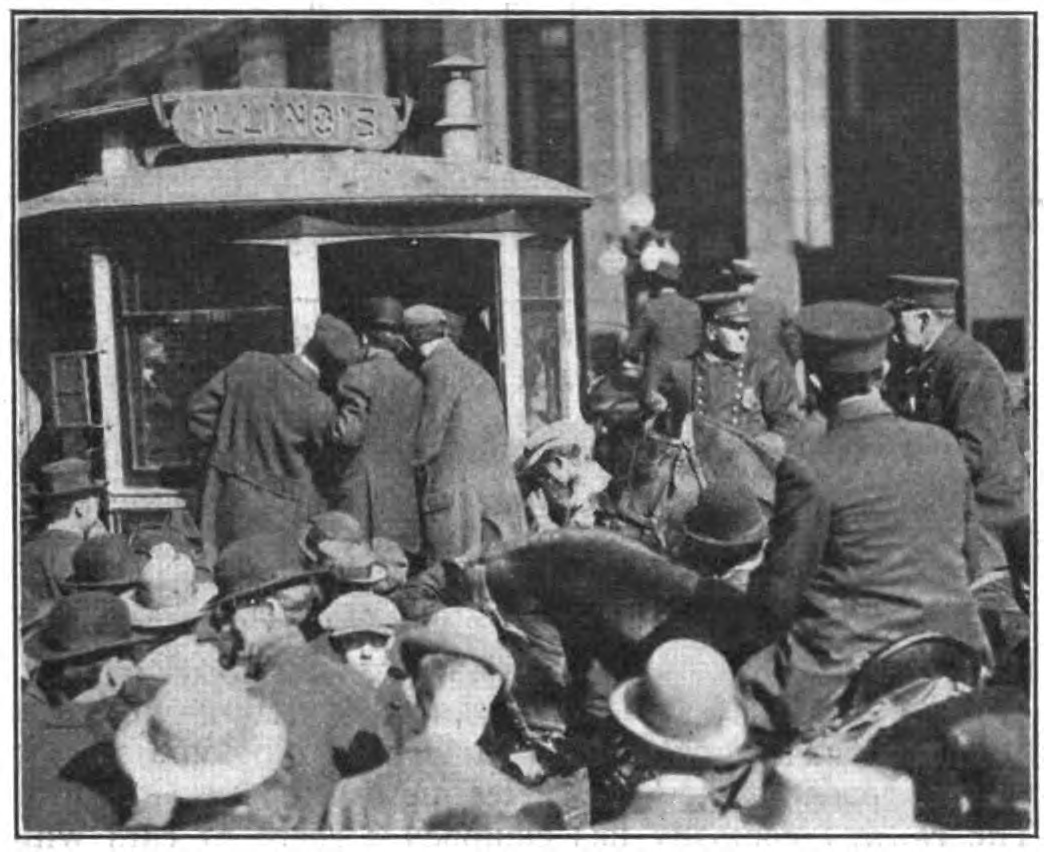
インディアナポリス・ストリートカー・ストライキ（1913年）

1913年に東部・中西部・南部の広い範囲で起きた大洪水では、インディアナポリスは最も大きな被害を受けた都市の1つであった。3月23-26日の間に雨量は150mmに達し、15km2の範囲で氾濫し、判明しているだけでも5人、未判明分を含めると30人の死者を出した。ホワイト川の水位は氾濫危険水位を6m上回り、堤防が決壊し、4,000人が市近西部への避難を余儀なくされた。氾濫した地域では交通および上水道が4日間にわたって停止し、7,000家族が家を失った。同年10月31日には、ストリートカーがストライキに入り、それが引き金となって警察が一斉蜂起、そして暴動が1週間にわたって続いた。このストライキが契機となって、最低賃金、法定労働時間、労働環境改善などを含む、初期の州の労働者保護法が制定された。
インディアナポリスは地下鉄道の「駅」の1つであり、20世紀初頭のアフリカ系アメリカ人の大移動の頃には、旧自由州の中で人口に占めるアフリカ系住民の比率が最も高い都市であり、その比率は9%にのぼった。1921-28年にかけて、D・C・スティーブンソン率いる、クー・クラックス・クランのインディアナ支部であったインディアナ・クランは、市議会、教育委員会、および郡理事会を掌握していた、インディアナポリスで政治的、および社会的に最も力を持つ組織であった。インディアナポリス生まれの白人の4割がインディアナ・クランへの所属を名乗っていた。インディアナポリスにおける人種問題はその後、20世紀を通じて続いた。インディアナポリスではブラウン対教育委員会裁判よりも前に学校での人種分離を廃止していたものの、その後連邦地方裁判所の裁判官サミュエル・ヒュー・ディリンがスクールバスにおける人種分離撤廃を命じたときには議論の的となった。1968年4月4日、ロバート・ケネディはキング牧師暗殺に際して、インディアナポリスで演説を行い、インディアナポリスの街に平穏さを保たせた。

### 市郡合併

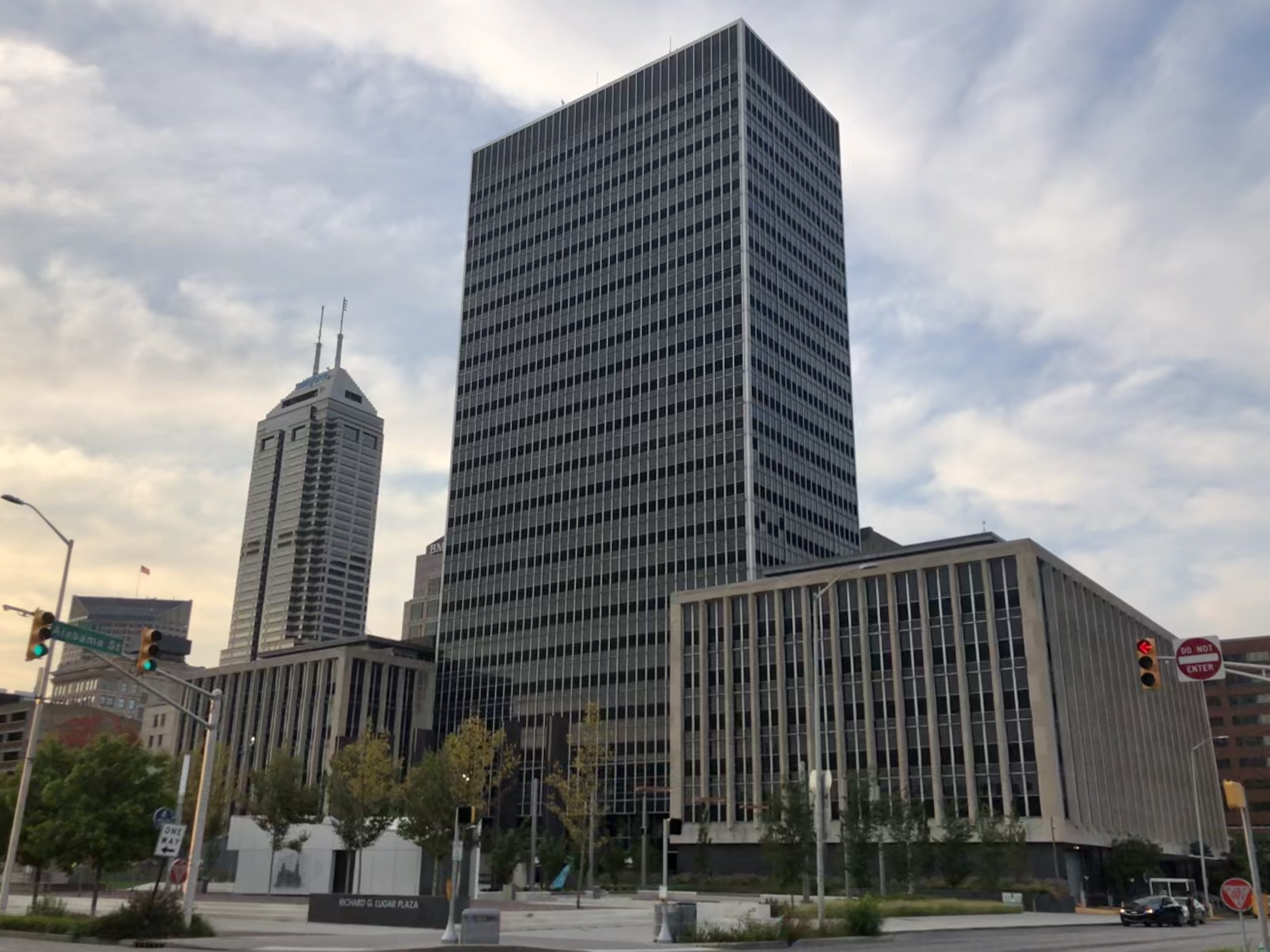
インディアナポリス市・マリオン郡政府ビル

当時の市長リチャード・ルガーの市政下、インディアナポリス市政府とマリオン郡政府はその公共サービスのほとんどを再構成・統合し、Unigov と呼ばれる市郡一体の政府となった。これにより、市政府と郡政府の二重行政を排し、また郊外化で人口増加が著しい周縁部からも税収を確保できるというメリットがあった一方で、2000年代に至るまで共和党のマシーンが暗躍する原因ともなった。Unigov は1970年1月1日に施行され、これによって市域は798.3km2（308.2mi2）広がり、人口は268,366人増加した。
市郡合併による政府形態の変化と成長の最中、市当局はインディアナポリスをスポーツツーリズム立市とすべく、積極的な戦略を採った。ルガーの後に市長に就任し、市史上最長の16年間在任したウィリアム・ハドナットの市政下では、億ドル単位の費用を投じてスポーツ施設の建設が進められた。1980年代を通じて、インディアナポリス・テニス・センター、メジャー・テイラー・ベロドローム、インディアナ大学屋内プール、インディアナ大学マイケル・A・キャロル陸上競技場・サッカースタジアム、RCAドームといった総額1億2200万ドルを投じて次々と建てられた。特にRCAドームの存在は、その後1984年にボルティモア・コルツのインディアナポリス移転、および1987年のパンアメリカン競技大会誘致を決定づけるものとなった。また、1988年にインディアナポリスがホワイト川州立公園に移転したのを皮切りに、1990年代にはダウンタウンの再生が進められ、地域経済開発戦略にも成功した。その中で、1995年にはサークル・センター・モールが営業開始し、1996年にはヴィクトリー・フィールドが、また1999年にはバンカーズ・ライフ・フィールドハウスがそれぞれ開場した。
2000年代に入っても、11億ドルのインディアナポリス国際空港のH・ウィアー・クック大佐ターミナルや7億2000万ドルのルーカス・オイル・スタジアムなど、市当局および州当局はインフラに対する巨額の投資を続けている。2011年には、合流式下水道越流水 (CSO) を2025年までに97%削減することを目標として、19億ドルを投じて地下75mに、直径5.5m、総延長45kmのトンネルを掘る、DigIndyと呼ばれるプロジェクトが着工した。

## 地理

### 地形

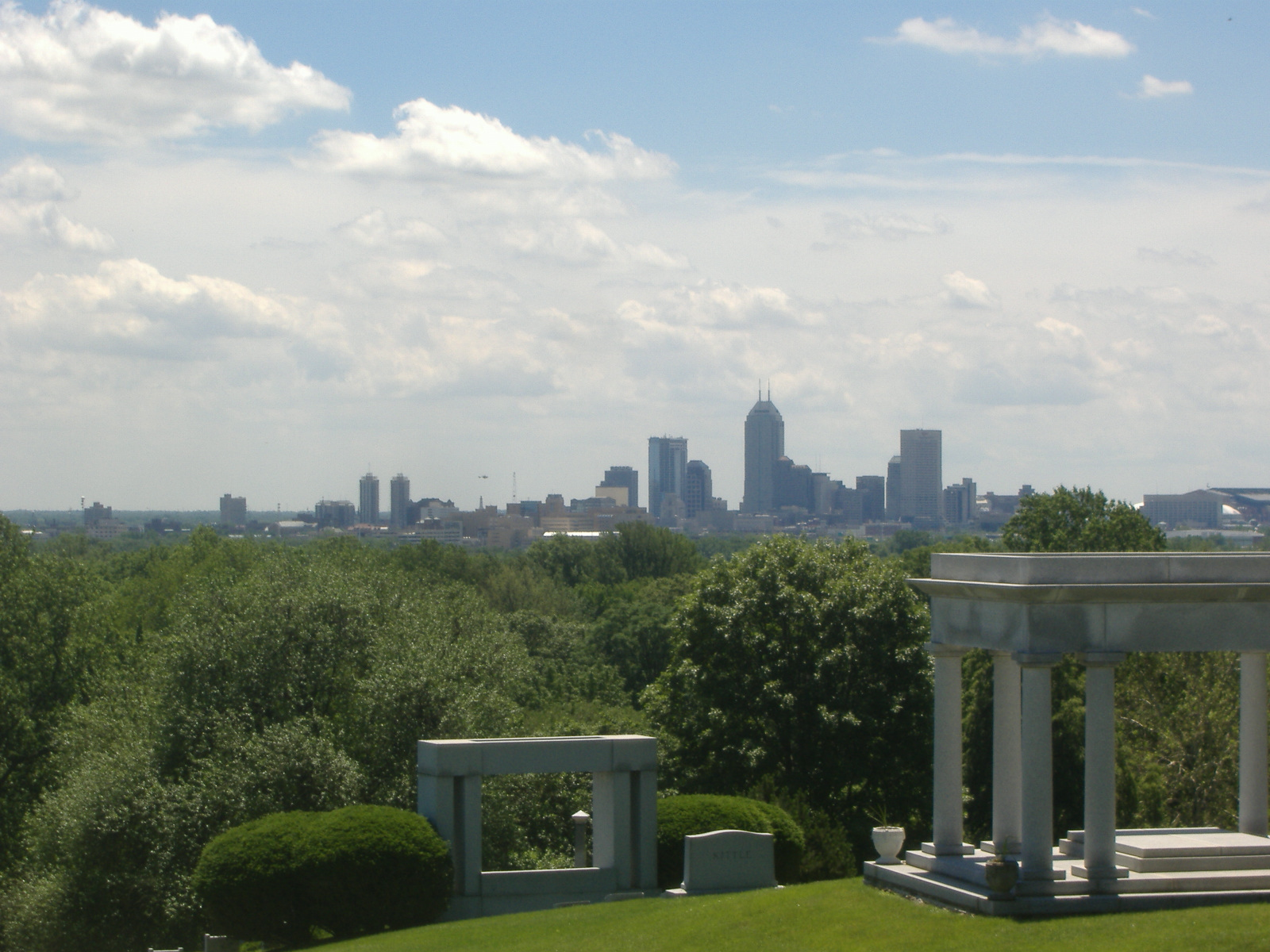
かつての市最高点、ジェームズ・ウィットコーム・ライリーの墓よりダウンタウンを望む

インディアナポリスはアメリカ合衆国中西部のインディアナ州中央部、北緯39度46分7秒 西経86度9分29秒 / 北緯39.76861度 西経86.15806度に位置している。ルイビルからは北へ約180km、シンシナティからは北西へ約180km、オハイオ州コロンバスからは西へ約280km、シカゴからは南南東へ約290km、セントルイスからは東北東へ約390kmに位置する。
アメリカ合衆国国勢調査局によると、マリオン郡域のうち、インディアナポリスとは別個に法人化されているビーチグローブ、ローレンス、サウスポート、およびスピードウェイの4市町域を除いたインディアナポリス市郡は総面積963.5km2（372.0mi2）である。そのうち945.6km2（365.1mi2）が陸地で17.9km2（6.9mi2）が水域である。総面積の1.86%が水域となっている。
インディアナポリスの地形は平坦な土地からやや起伏のある土地へと変化があり、その標高は概ね210-270m程度である。市の中心に立つインディアナ兵士水兵記念塔では、標高は218mである。市の最高点は市の北西端、ブーン郡との郡境から南へ約120m、ヘンドリックス郡との郡境から東へ約120mの地点であり、その標高は279mである。市郡合併以前の最高点は、ダウンタウンの北西4.5km、クラウン・ヒル墓地内の、詩人ジェームズ・ウィットコーム・ライリーの墓（標高257m）であった。市の最低点は市の南部、ジョンソン郡との郡境上にあり、その標高は207mである。
世界自然保護基金の定義では、インディアナポリスは五大湖南部森林エコリージョン内に位置している。市内にはホワイト川とフォール・クリークの2本の大きな川が流れている。その他に市内を流れる川としては、ポーグズ・ラン、イーグル・クリーク、およびプレザント・ランが挙げられる。19世紀に入植が始まる以前は、この地には落葉樹林と草原が広がっていた。

### 気候
インディアナポリスの気候は蒸し暑い夏とやや寒さの厳しい冬に特徴付けられる内陸型の気候である。最も暑い7月の平均気温は約24℃、最高気温の平均は約29℃で、日中32℃を超えることは平年で月に5日程度である。最も寒い1月の平均気温は氷点下2℃、最低気温の平均は氷点下6℃で、月の8割方の日は気温が氷点下に下がる。降水量は夏季の5月から7月にかけては多く、月間110-130mm程度、逆に冬季の1月から2月にかけては少なく、月間60-70mm程度である。その他の月は月間80-95mm程度である。年間降水量は1,080mm程度である。また、冬季の12月から2月にかけての月間降雪量は17-21cm、年間降雪量は65cmに達する。ケッペンの気候区分では、インディアナポリスは計算上は温暖湿潤気候（Cfa）となるものの、中西部に広く分布する亜寒帯湿潤気候（Dfa）に分類することもある。
|               | 1月  | 2月  | 3月  | 4月  | 5月   | 6月   | 7月   | 8月  | 9月  | 10月 | 11月 | 12月 | 年      |
| ------------- | ---- | ---- | ---- | ---- | ----- | ----- | ----- | ---- | ---- | ---- | ---- | ---- | ------- |
| 平均気温（℃） | -2.2 | 0.1  | 5.7  | 11.7 | 17.1  | 22.2  | 24.1  | 23.4 | 19.4 | 12.8 | 6.4  | -0.2 | 11.8    |
| 降水量（mm）  | 68.6 | 58.4 | 91.4 | 96.5 | 129.5 | 109.2 | 116.8 | 78.7 | 78.7 | 78.7 | 94.0 | 81.3 | 1,081.8 |
| 降雪量（cm）  | 21.8 | 16.5 | 6.6  | 0.5  | -     | -     | -     | -    | -    | 1.0  | 1.8  | 17.5 | 65.7    |

### 都市概観と建築物

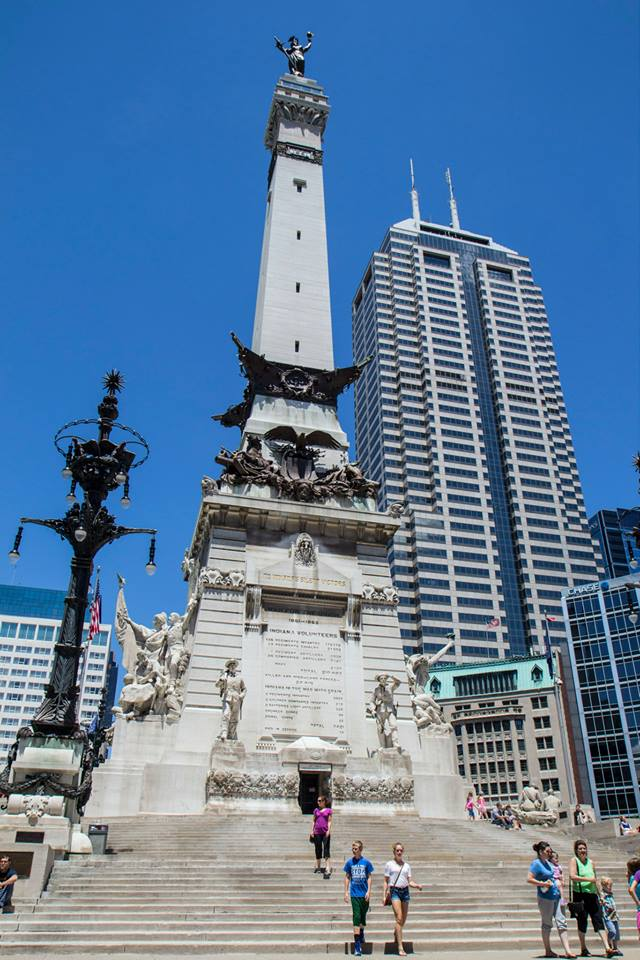
インディアナ兵士水兵記念塔とチェース・タワー

1821年に創設されたインディアナポリスの当初の都市計画は、マイル・スクエアと呼ばれる1平方マイルの区画で、モニュメント・サークルというロータリーを中心とし、イースト・ストリート、ウェスト・ストリート、サウス・ストリート、およびノース・ストリートをそれぞれ東西南北の境としていた。また、インディアナ・アベニュー、マサチューセッツ・アベニュー、ケンタッキー・アベニュー、およびバージニア・アベニューの4本の通りは斜めに通り、それぞれモニュメント・サークルのすぐ外側のブロックから北西、北東、南西、南東へと向かっている。その他のマイル・スクエア内の主要な通りは、モニュメント・サークルから南北へ延びるメリディアン・ストリート、東西へ延びるマーケット・ストリート、およびその1ブロック南を通るワシントン・ストリート（ジョージ・ワシントンもしくはワシントンD.C.に由来と言われている）の3本を除いて、インディアナポリスの創設時点で連邦に加入していた州、およびインディアナ州の北に隣接していたミシガン準州からその名がつけられた。その後1895年に、テネシー・ストリートはキャピトル・アベニューに、またミシシッピ・ストリートはセネート・アベニューにそれぞれ改名された。また、ノース・ストリートより北には数字のついた東西の通りがいくつか通っているが、これは1895年に条例で、旧1stストリートを10thストリート、旧2ndストリートを11thストリート、旧3rdストリートを12thストリート... といった具合に改称し、さらにノース・ストリートと旧1stストリートの間に通っていた旧プラット・ストリートを9thストリートとしたため、9thストリートから始まって、北に行くほど数字が大きくなっている格好になっている。現在では、東西に通る通りの東（E）と西（W）の境はメリディアン・ストリート、南北に通る通りの南（S）と北（N）の境はワシントン・ストリートとなっている。
モニュメント・サークルの円内には、インディアナポリスのシンボルであるインディアナ兵士水兵記念塔が建っている。1888-1901年に建設され、1902年に除幕されたこの記念塔は高さ86.7mで、その後の条例で、この記念塔を超える高さの建物を建てることがしばらく禁じられていたこともあって、1962年に高さ113m、28階建てのインディアナポリス市・マリオン郡政府ビルが完成するまで、インディアナポリスで最も高い建築物であった。インディアナ兵士水兵記念塔は1973年に国家歴史登録財に登録された。現在、インディアナポリスで最も高い建築物は、1990年に完成した、高さ247m、49階建てのチェース・タワーである。

## 政治

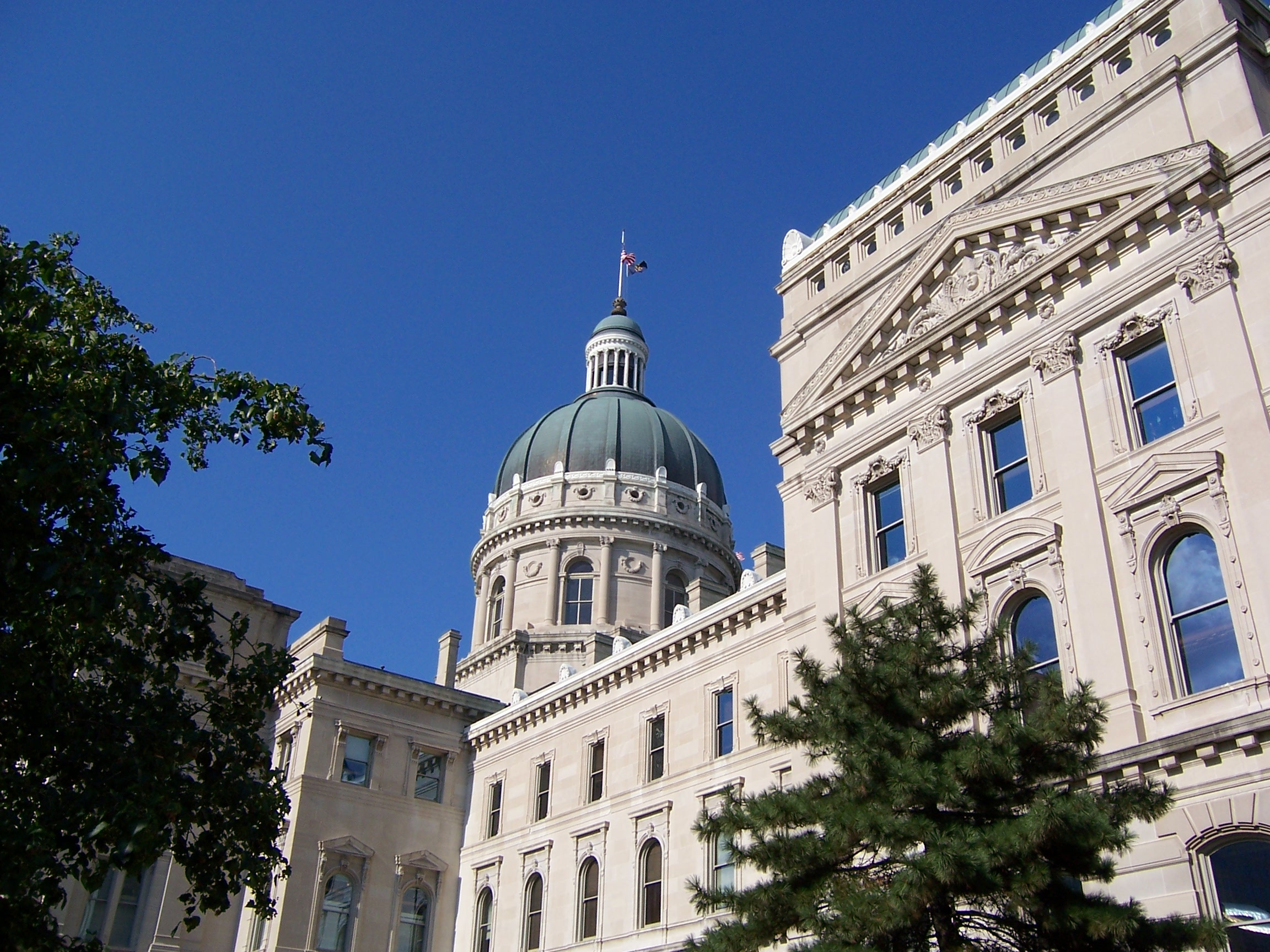
インディアナ州会議事堂

インディアナポリスは Unigov と呼ばれる、統合市郡政府という形を取っている。この政府形態の下、市政府と郡政府の多くの機関が統合されているが、一部別個に存在しているものもある。市郡政府の機関が置かれているインディアナポリス市・マリオン郡政府ビルは、モニュメント・サークルから東へ2ブロックに立地している。
インディアナポリスは市長制を採っている。市長はインディアナポリス市およびマリオン郡の行政の最高執行責任者であり、市郡の条例、および州法の定めるところに従って執行責任を負う。また、市長は市郡政府各局の長、および1人以上の副市長の任命に権限を有し、責任を負う。
市郡の立法機関である市郡議会は25人の議員から成っている。市郡議員は郡全体を25に分けた小選挙区から1人ずつ選出される。市郡議員の任期は4年である。
マリオン郡地方裁判所は上位裁判所、巡回裁判所、少額訴訟裁判所の3種類に分かれている。上位裁判所は36人の裁判官を擁し、民事、刑事、少年、および遺言の4部門に分かれており、その全てを取り扱う。巡回裁判所は、1816年に州法により創設された当初は民事、刑事、少年、遺言、および少額訴訟の全てを取り扱っていたが、現在では民事のみを取り扱う。少額訴訟裁判所はマリオン郡内の9つの郡区に1つずつあり、損害賠償請求額が6,000ドルに満たない案件のみを取り扱う。

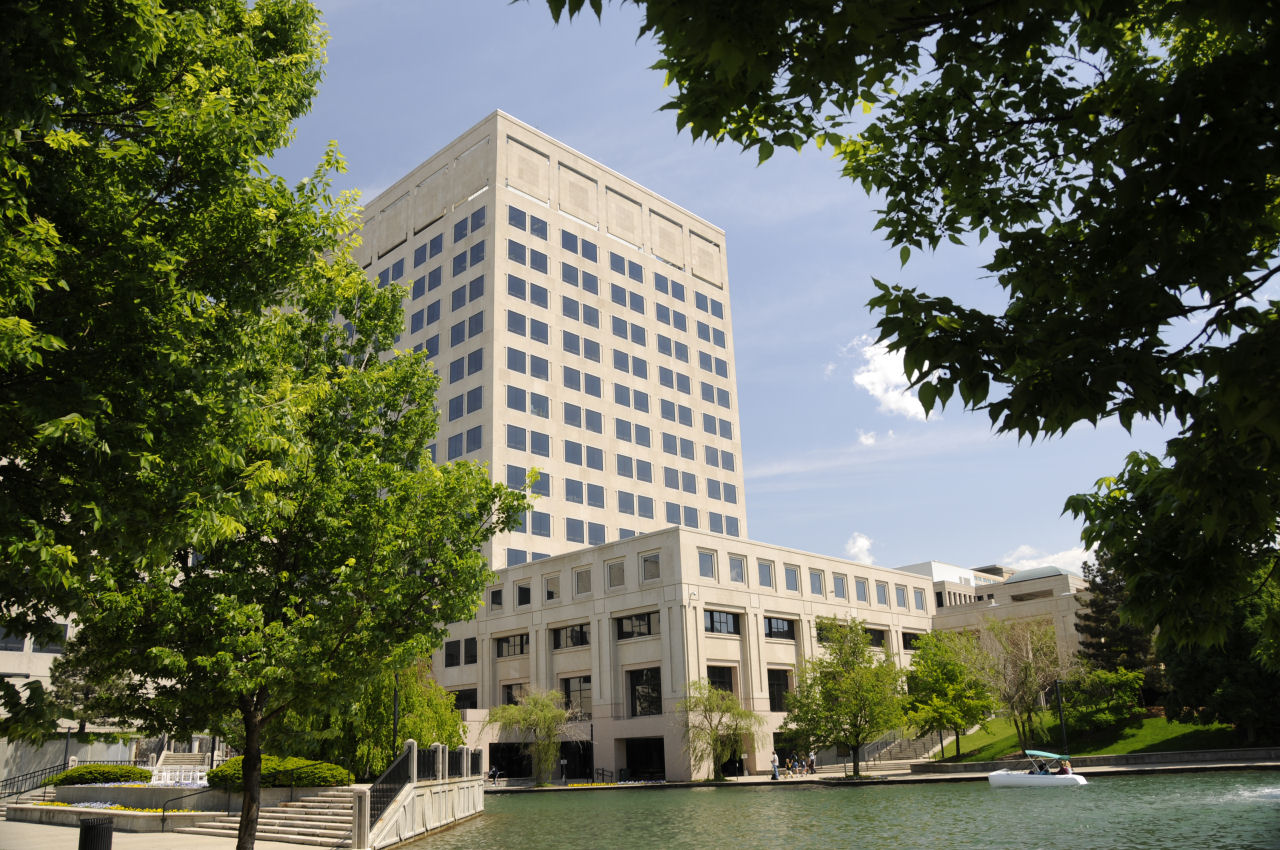
インディアナ政府センター北棟

また、州都であるインディアナポリスには州政府の各機関も置かれている。モニュメント・サークルから西へ2ブロックに立地するインディアナ州会議事堂には、州の立法機関であるインディアナ州議会の上下両院の議場、州知事室および各行政機関の事務所、司法機関である州最高裁判所および州控訴裁判所が置かれている。しかし、州政府機関の多くは州会議事堂内ではなく、セネート・アベニューを隔てたインディアナ政府センター北棟に置かれている。また、インディアナ州知事官邸はダウンタウンから北へ約8km離れた住宅街の中に立地している。モニュメント・サークルから北へ1ブロックにはバーチ・ベイ連邦ビル・連邦裁判所が立地しており、南インディアナ連邦地方裁判所が置かれている。
連邦議会下院議員選挙においては、インディアナポリス市域の大部分がインディアナ第7選挙区に含まれるが、市北部は北郊のカーメル等と同じ第5選挙区に含まれている。インディアナポリス都市圏はこの2つの選挙区のほか、西郊各郡が第4選挙区、東郊各郡が第6選挙区、南郊各郡が第9選挙区にそれぞれ含まれている。第7選挙区は民主党が優勢である一方、第4・第5・第6・第9各選挙区はいずれも共和党が優勢である。
1990年代後期まで、インディアナポリス都市圏は全米で最も保守的な都市圏の1つであったが、2000年代に入ってからは逆転してきている。Unigov への移行も、共和党の勢力が強かった旧市域外の郡区を吸収できることが要因の1つになったと考えられている。1970年に市郡議会が創設されてから、共和党が36年間にわたって議会の過半数を占め、市長も1967-99年の32年間にわたって共和党系であった。それ以後は、市南部および西部では共和党が、一方市中心部および北部では民主党が優勢になっている。2014年時点では、インディアナポリスは中道と見られている。2015年の市郡議会議員選挙では13-12の僅差で民主党が過半数を取り、63%の得票で当選した民主党のジョー・ホグセットが2016年1月1日付で市長に就任した。民主党がインディアナポリスの立法と行政の両方で主導権を握るのは、市郡合併以来僅か2度目のこととなった。

## 治安

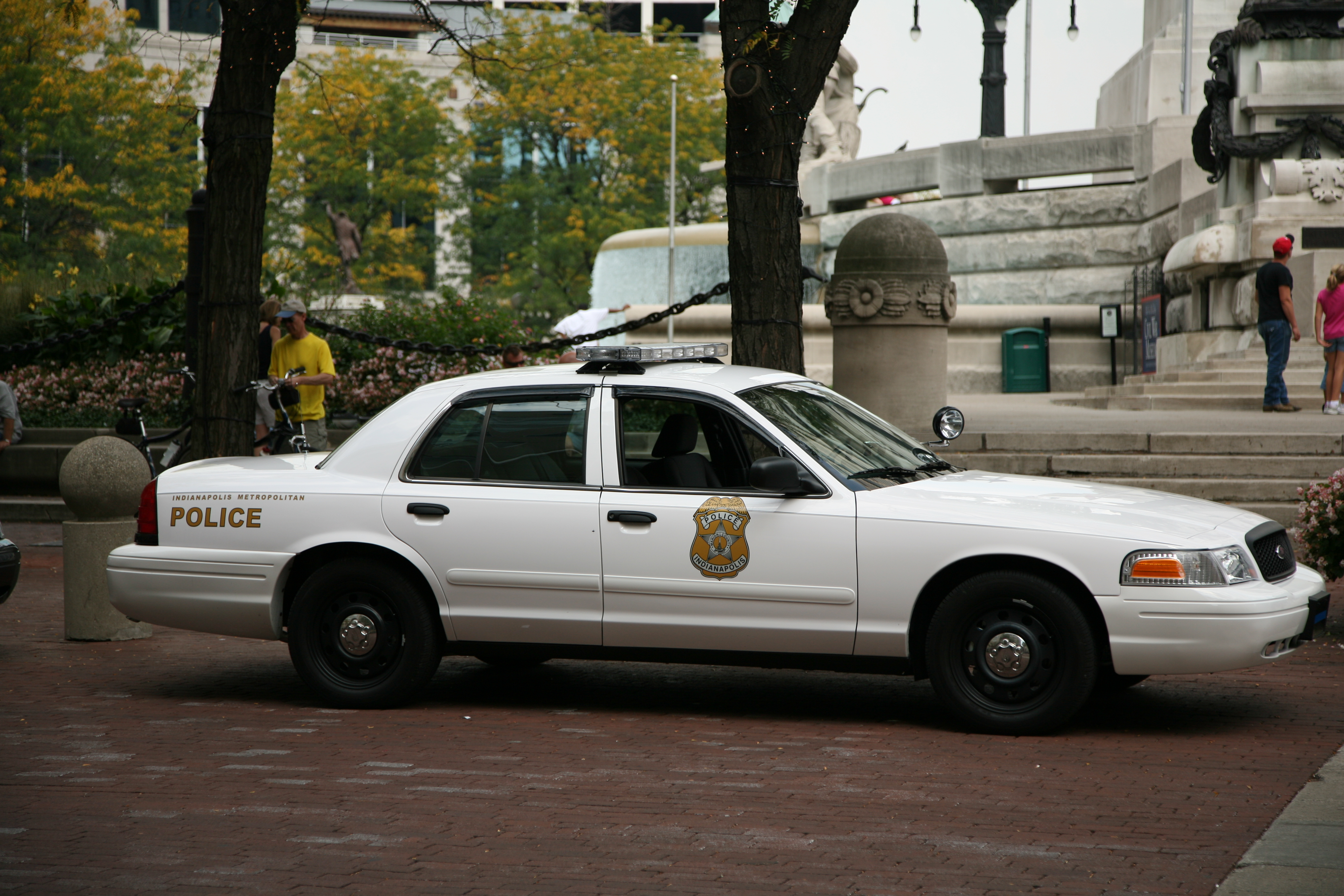
インディアナポリス・メトロポリタン警察のパトロールカー

1859年に創設されたインディアナポリス消防局はマリオン郡全体の約7割にあたる720km2を管轄区域とし、区域内に44の消防署を置き、約1,200人の消防士を抱えている。同局が1年間に受ける通報は95,000件を超える。
市郡合併後もしばらくは、インディアナポリス市とマリオン郡は、インディアナポリス市警察局とマリオン郡保安局という、それぞれ別個の警察組織を持っていたが、2007年1月1日に両者が統合され、インディアナポリス・メトロポリタン警察局が創設された。
同局はマリオン郡域のうち、ビーチグローブ、ローレンス、スピードウェイの3市町域、インディアナポリス空港局の管轄区域、およびIUPUIキャンパス警察の管轄区域を除く地域を管轄区域としており、その管轄区域を北・東・北西・南東・南西・ダウンタウンの6つの地区に分けている。インディアナポリス・メトロポリタン警察局は警察官約1,700人、および文官約250人を抱えている。
インディアナポリスの治安は同じインディアナ州内のゲーリーに比べればかなり良いものの、全米では良いほうであるとは言えない。2015年版のCQプレス社傘下、モーガン・クイットノー社による「全米の危険な都市」ランキング（2013年のFBIのデータを使用）では、インディアナポリスはワースト25に入っており、全米で24番目に危険な都市であると報じられた。2014年には、インディアナポリスの殺人件数は138件（人口100,000人あたり16.0件）を数え、その被害者の約6割は若いアフリカ系の男性であった。一方、インディアナポリス都市圏内、北東郊のフィッシャーズは2011-15年まで5年連続、全米で最も安全な都市であると報じられ、特に2015年版ではカーメルもフィッシャーズに次ぐベスト2位に入るなど、郊外の治安は良好である。

## 経済
インディアナポリスで最も多くの雇用を生み出している産業は製造業、ヘルスケア・社会サービス、および小売業である。しかし、インディアナ州全体と比べると、製造業への依存度はかなり低く、約8ポイント少ない。逆に、管理・サポート・廃棄物管理、運輸・流通、金融・保険、卸売、プロフェッショナル・科学・技術サービスの各業種が占める割合は州全体よりも多くなっている。
インディアナポリスにはフォーチュン500に入る企業が3社本社を置いている。
| インディアナポリスに本社を置くフォーチュン500企業 | インディアナポリスに本社を置くフォーチュン500企業    | インディアナポリスに本社を置くフォーチュン500企業 |
| 順位                                              | 企業名                                               | 業種                                              |
| ------------------------------------------------- | ---------------------------------------------------- | ------------------------------------------------- |
| 38                                                | アンセム                                             | 保険                                              |
| 151                                               | イーライリリー                                       | 医薬品                                            |
| 415                                               | カルメット・スペシャリティ・プロダクツ・パートナーズ | 石油化学                                          |

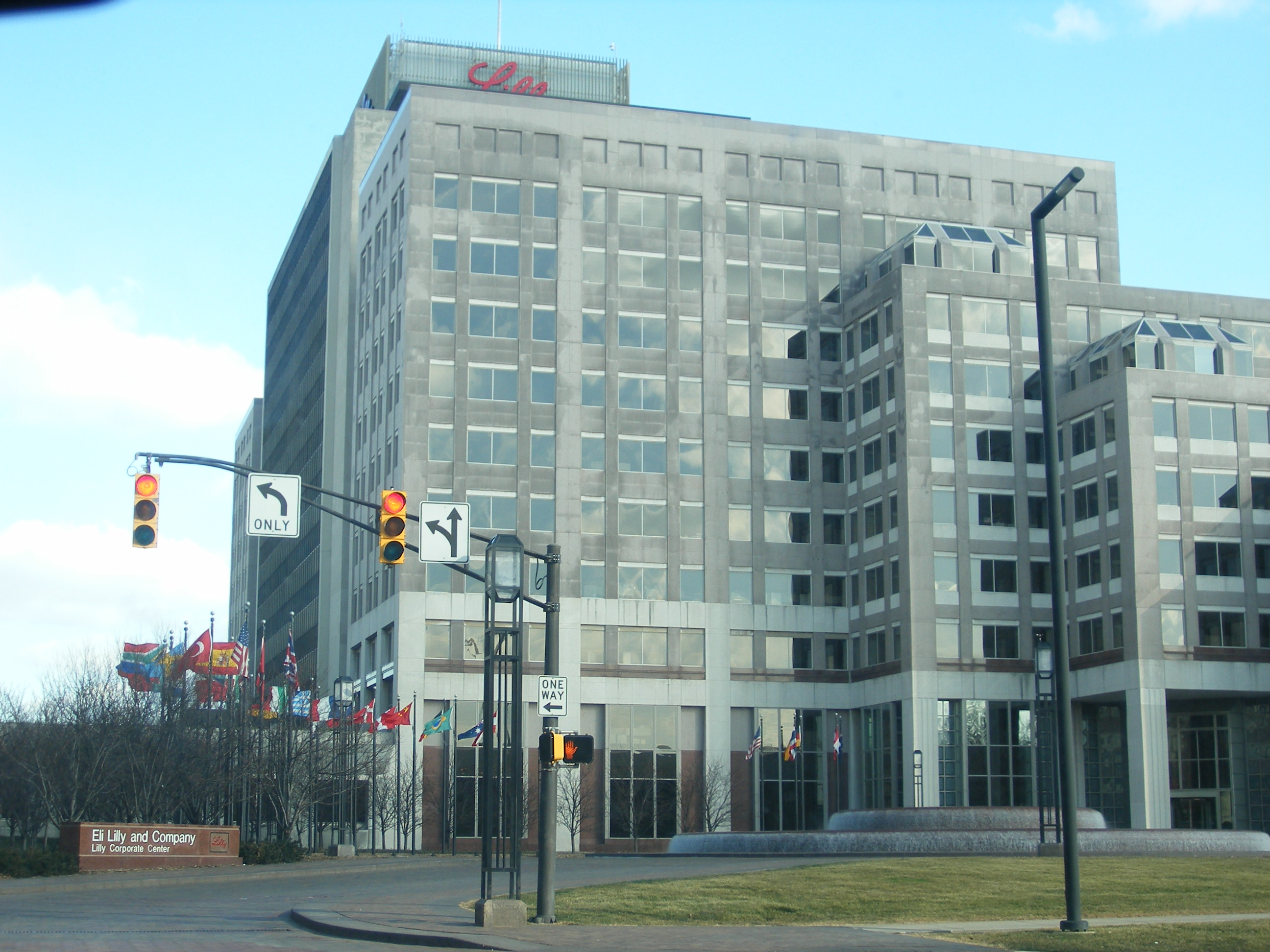
イーライリリー本社

中西部の多くの都市と同様、20世紀後半以降の製造業の流出は、インディアナポリスの地域経済に大きな影響を与えてきた。かつて、インディアナポリスは60社以上の自動車製造業者を抱える、デトロイトにも匹敵する自動車産業の中心地であった。例えば、ロールス・ロイスは1915年以来、インディアナポリスに北米法人の本社を置いている。ロールス・ロイス北米法人は、現在では市最大の製造業者の1つで、航空用エンジンの開発・製造で約4,300人を雇用している。しかし、1990-2012年にかけて、インディアナポリスにあったゼネラルモーターズ、フォード、クライスラー各社の工場はすべて閉鎖されたのを含め、製造業の雇用は約26,900人減少した。2016年には、キヤリアがインディアナポリスの工場を閉鎖してメキシコへ移転し、この地から約1,400人の雇用が失われた。
衰退した製造業に代わって、インディアナポリスの地域経済を支えるようになってきているのが生物工学、生命科学、およびヘルスケアである。バテル記念研究所およびバイオテクノロジー産業機構による2014年の報告書では、インディアナポリス・カーメル・アンダーソン都市圏は全米で唯一、農業原料・化学、生命科学関連流通、医薬品、医療機器、および調査・試験・医学研究の5分野全てで生命科学産業が雇用を創出している都市圏であると報じられている。また、セント・ビンセント・ヘルス、インディアナ大学ヘルス、コミュニティ・ヘルス・ネットワークは、インディアナポリス都市圏における雇用者数で1-3位を占めており、これにフランシスカン・セント・フランシス・ヘルスをあわせて、インディアナポリス都市圏におけるヘルスケア産業は、この4法人だけで43,700人を雇用している。

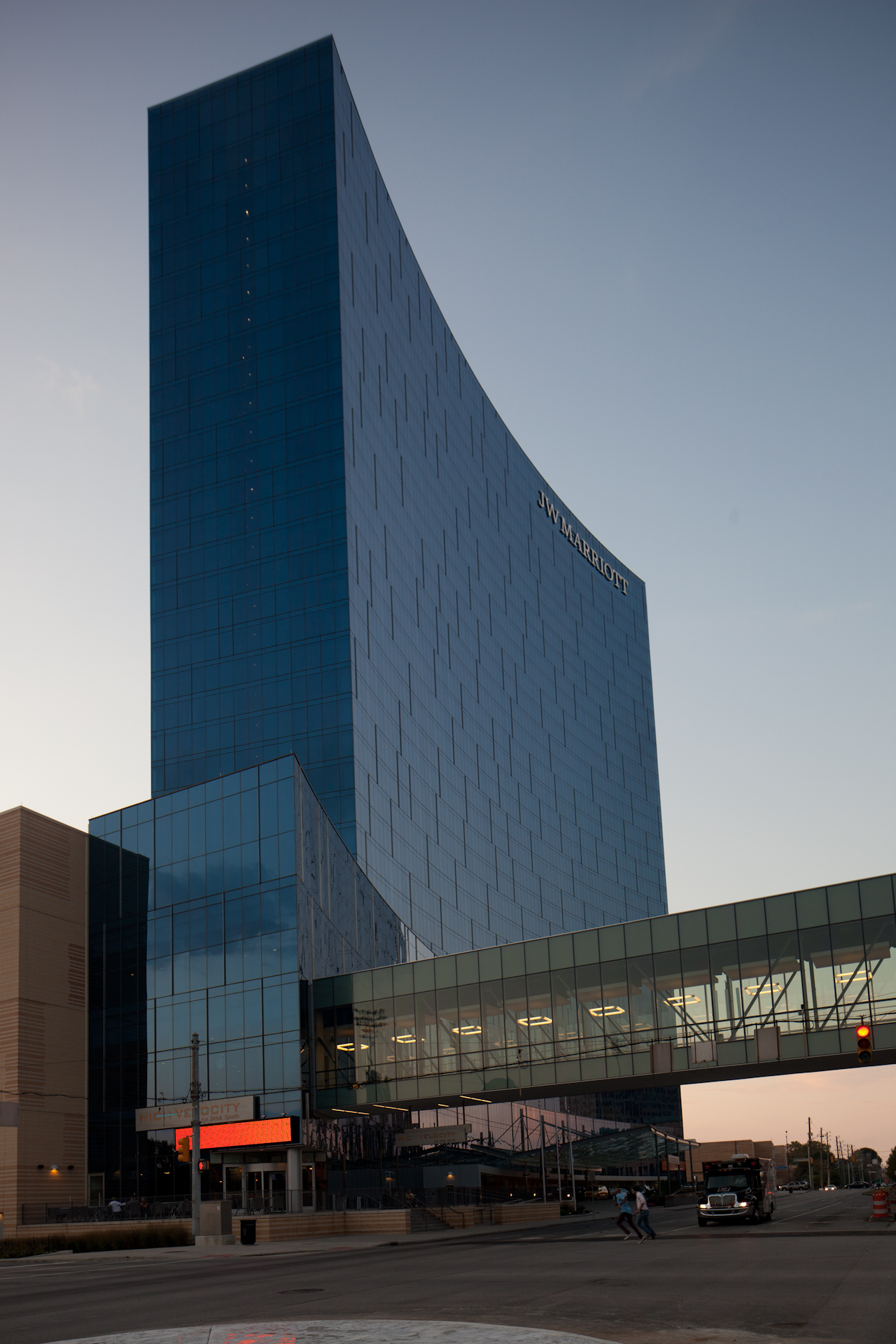
インディアナ・コンベンションセンターに直結するホテルの中でも、最大の客室数を誇るJWマリオット・インディアナポリス

4本の州間高速道路が交わる地の利から、インディアナポリスは運輸・流通業の中心地ともなっている。インディアナポリス国際空港にフェデックスの全米第2のハブが置かれているのをはじめ、インディアナポリスおよびその周辺地域には、1,500社の流通業者が集中し、100,000人を超える雇用がもたらされている。この地域で取り扱われる航空貨物量は年間10億tを越え、全米8位、世界でも22位という規模である。
観光業もインディアナポリスの地域経済における重要性を増してきている。ロックポート・アナリティックスの調査では、2015年の1年間で、インディアナポリスの訪問客数は2,740万人を数え、経済波及効果は45億ドルにのぼった。インディアナポリスは長年、インディ500をはじめとするスポーツツーリズムのメッカであったが、それに加えて、コンベンションも訪問客を市にもたらす上で重要となってきている。インディアナ・コンベンションセンターには12のホテルがスカイウォークで直結し、その客室数は合計4,700室を数える。USAトゥデイ紙は2014年、読者投票の結果に基づいて、全米でコンベンションに最も良い都市はインディアナポリスであると報じた。
また、インディアナポリスではIT産業も成長しつつある。インフォマティクス学部を有するインディアナ大学、工学系に強いパデュー大学、およびローズ・ハルマン工科大学といった州内の大学は技術者を輩出するとともに、この地域におけるIT産業を支援している。この地域には2,000社を超えるIT企業が立地し、インディアナポリスから車で1時間以内の範囲で、29,000人以上がIT産業に従事している。

## 医療

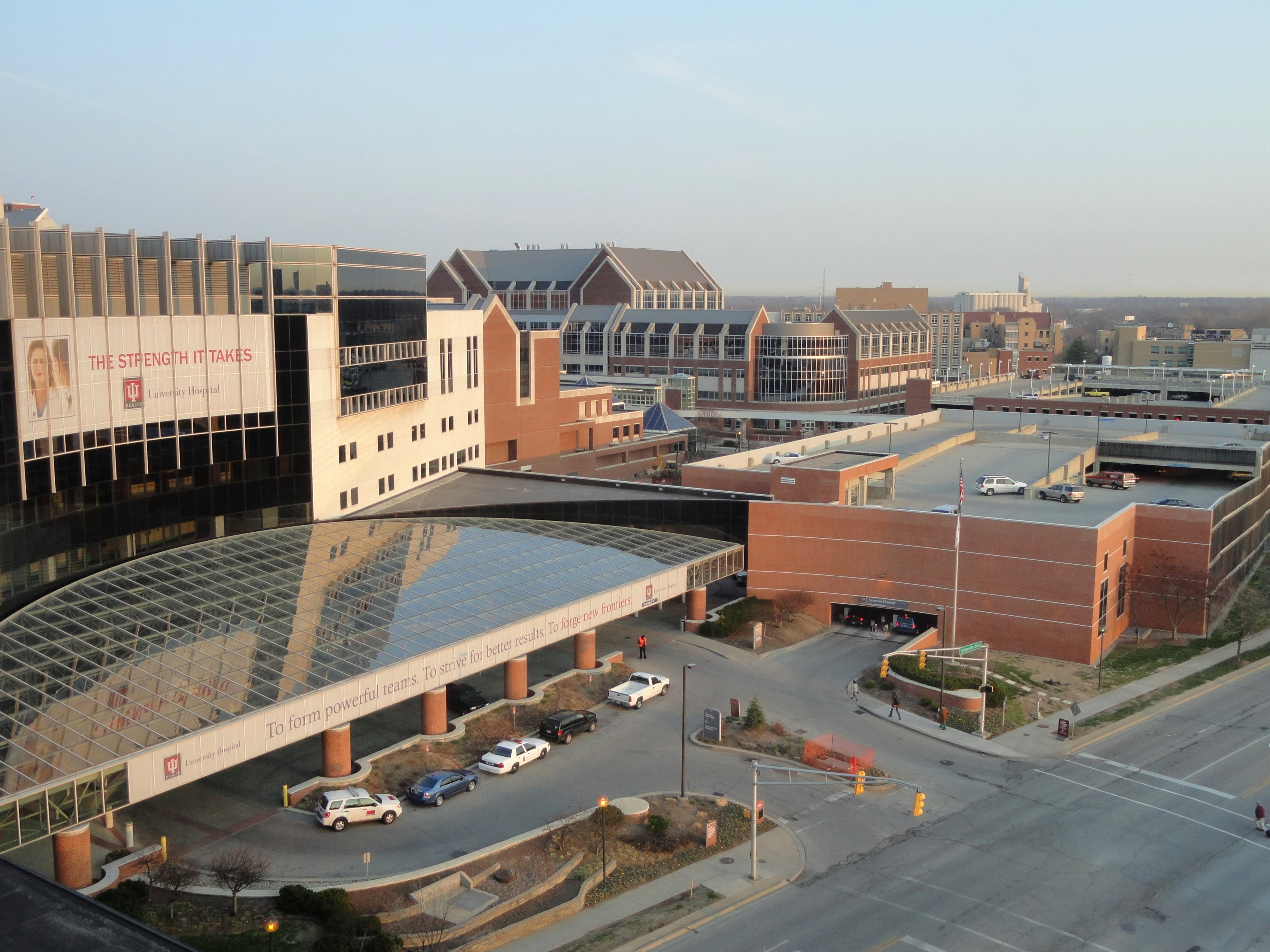
インディアナ大学病院

インディアナポリス救急隊は、2010年にインディアナポリス消防局の救急部門とウィシャード病院救急隊を統合・改組して創設されたものである。同隊は公共安全局の一部門として、市郡政府、インディアナ大学医学部、およびマリオン郡病院コーポレーションとの間のパートナーシップの下に機能している。同隊が1年間に通報を受け、出動する回数は年間約100,000回にのぼる。
インディアナ大学医学部付属のインディアナ大学ヘルス・アカデミック・ヘルス・センターは、IUPUIのキャンパス内に立地するインディアナ大学病院およびライリー小児病院、およびダウンタウンの北に立地し、IUPUIのキャンパスとはインディアナ大学ヘルス・ピープル・ムーバーで結ばれているメソジスト病院から成っている。同センターはUSニューズ&ワールド・レポートの病院ランキングでは、成人10、小児10の診療分野で全米50位以内に入る評価を受けており、特に消化器科（成人17位/小児16位）、呼吸器科（成人14位/小児13位）、および泌尿器科（成人17位/小児4位）に強い。また、ライリー小児病院は、インディアナ州で唯一、小児科のレベルIトラウマ・センターに指定されている。
ライリー小児病院の西隣には、インディアナポリスの公共医療センターで、成人のレベルIトラウマ・センターに指定されているシドニー・アンド・ルイス・エスケナジ病院が立地している。そのさらに西隣には、インディアナ州中央部を代表する退役軍人病院である、リチャード・L・ルードブッシュ退役軍人医療センターが立地している。
セント・ビンセント・ヘルスは市北部に立地するセント・ビンセント・インディアナポリス病院をはじめ、エバンズビルやココモを含む州の広い範囲で20の病院を運営している。インディアナポリス・コルツの元QBペイトン・マニングは、コルツに入団した1998年からセント・ビンセント・ヘルスと関わりを持っており、2007年、セント・ビンセント・ヘルスはそれを讃えて、小児病院の名をペイトン・マニング小児病院に改称した。病院側の資料によると、マニングによる寄付額はその時点で総額約5,000万ドルにのぼっていたという。
コミュニティ・ヘルス・ネットワークは、マリオン郡内に4つの医療センターを置いているほか、ココモやアンダーソンにも医療センターを置いている。また、フランシスカン・セント・フランシス・ヘルスは、その中心となる医療センターを市南部に置いている。

## 交通

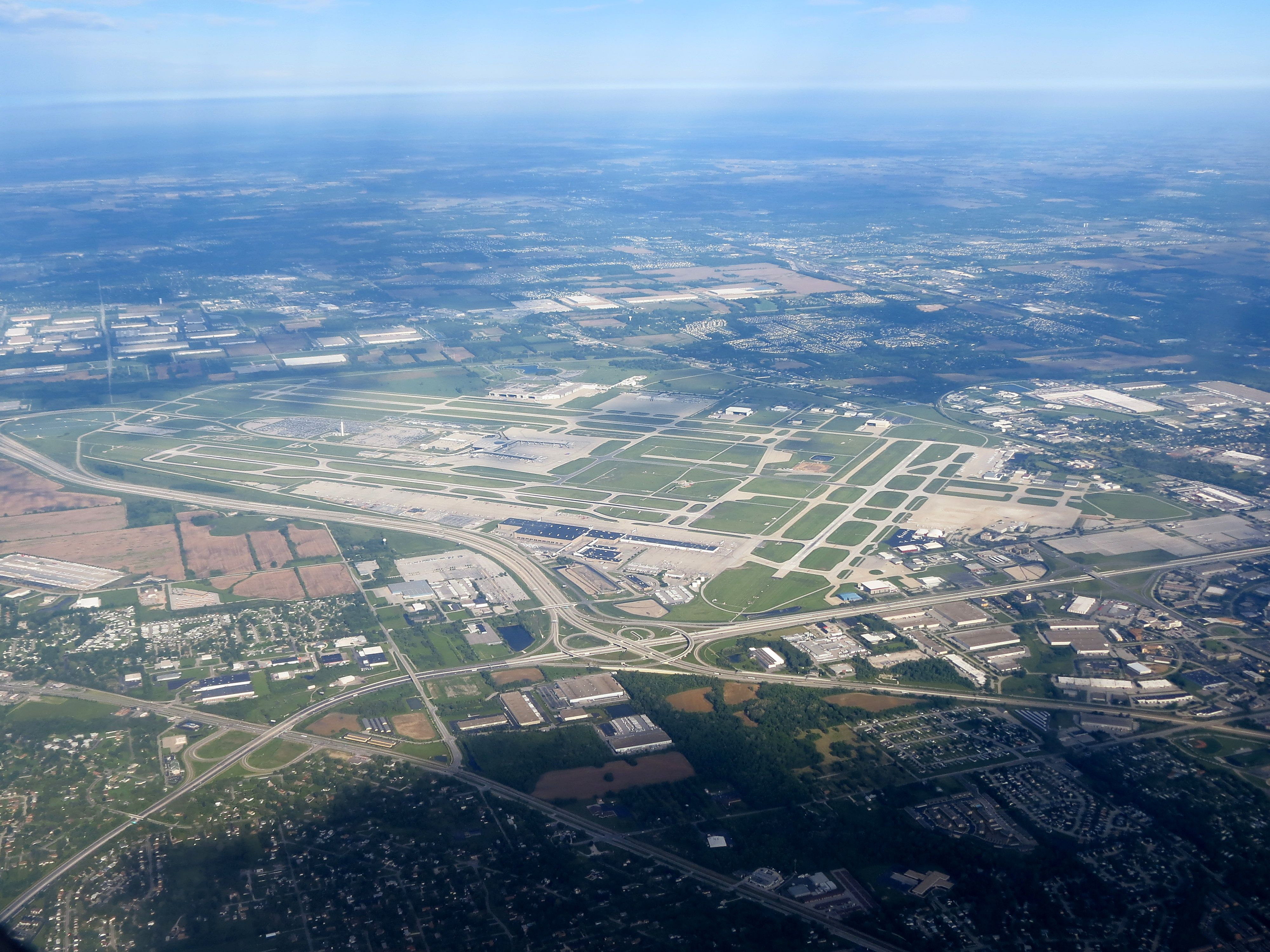
インディアナポリス国際空港

インディアナポリスの玄関口となる商業空港は、ダウンタウンの南西約14km、環状線I-465のすぐ外側に立地するインディアナポリス国際空港（IATA: IND）である。同空港には主要航空会社が各社ハブ空港からの便を就航させており、38都市に1日平均135便の直行便がある。加えて、前述の通り、同空港にはフェデックス第2のハブも置かれている。

インディアナポリスの州間高速道路・国道・州道網。ダウンダウンの北・東・南はI-65とI-70によってコの字状に囲まれている。

インディアナポリスではI-65、I-69、I-70、およびI-74の4本の州間高速道路が交わる。I-65は南北の幹線の1つで、ダウンタウンの北と東（I-70との共用部分）を通っており、北へはラファイエットを経て終点のゲーリーでI-90に合流し、南へはコロンバスを経てルイビル、ナッシュビル方面へと通ずる。このI-65の支線であるI-465はインディアナポリスの環状道路になっている。もう1本の支線であるI-865はI-465の北側とI-65本線とを結ぶ短絡路となっている。I-69はI-465から北東へ、フォートウェイン方面へと通ずる。将来的にはI-465から南西へ、エバンズビル方面へも通ずる予定になっている。I-70は大陸を横断する幹線で、ダウンタウンの東（I-65との共用部分）と南を通っており、東へはデイトン、オハイオ州コロンバス方面へ、西へはセントルイス方面へと通ずる。I-74はI-465から南東へシンシナティに、また北西へはシャンペーン/アーバナを経てダベンポートへと通じている。このほか、国道31号線、および州道431号線（キーストーン・パークウェイ）のI-465以北がそれぞれ、カーメルへと通ずる高速道路となっている。

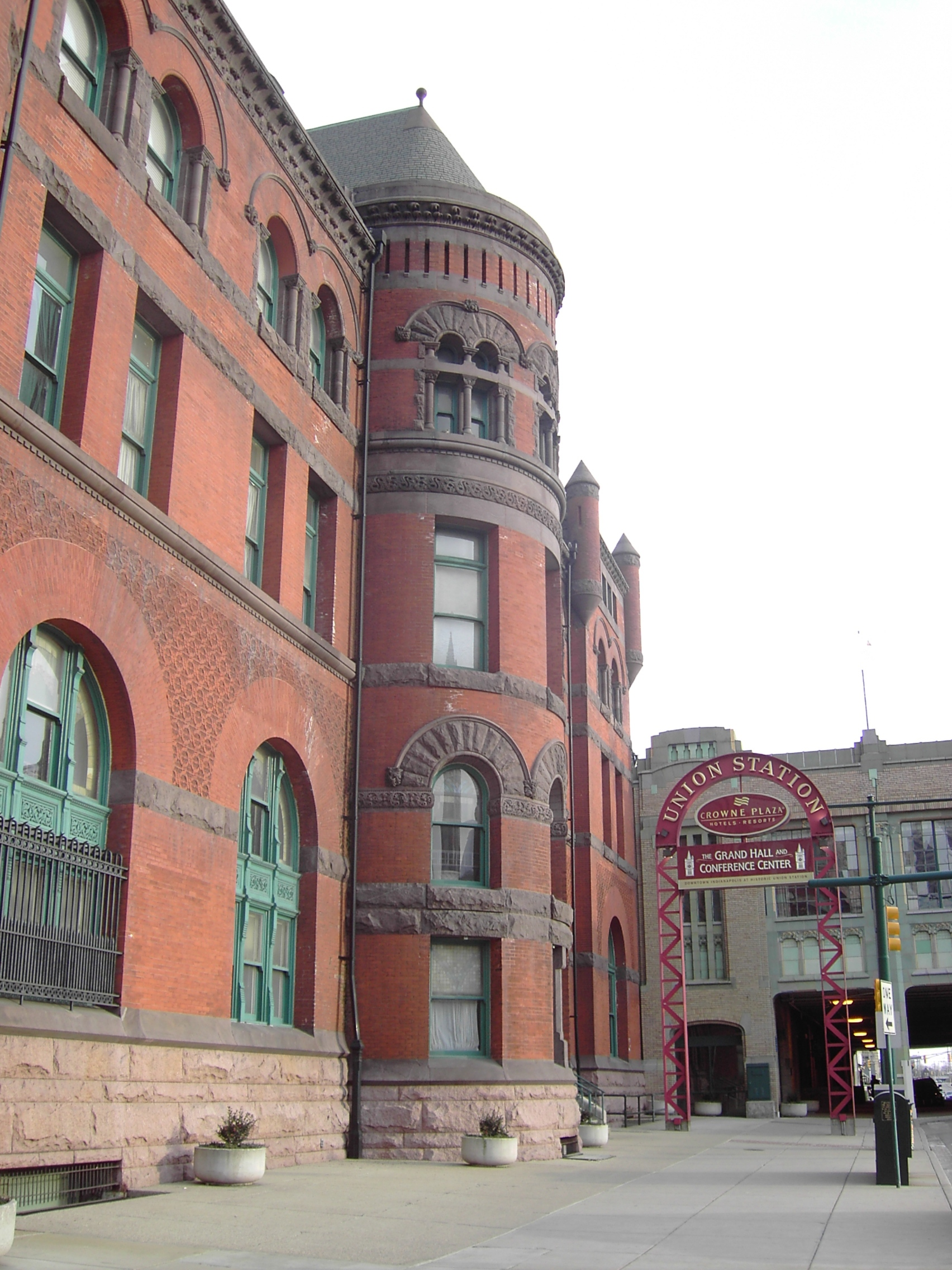
インディアナポリス・ユニオン駅

インディアナポリス・ユニオン駅はモニュメント・サークルの南4ブロックに位置している。この駅は1853年に設置された全米最古のユニオン駅で、1974年に国家歴史登録財に登録された。この駅にはシカゴとニューヨークをシンシナティ経由の南回りで結ぶアムトラックの長距離列車カーディナル号が西行、東行とも週3便停車し、カーディナル号が運行しない日にはインディアナポリス始発の中距離列車フージャー・ステート号が運行している。また、この駅はグレイハウンドのバスターミナルも兼ねており、シカゴ、セントルイス、オハイオ州コロンバス、シンシナティ、ルイビル方面への同社のバスが発着するほか、バロンズ・バスやフージャー・ライドのバスも発着する。
インディアナポリスにおける公共交通としては、インディアナポリス公共交通公社がIndyGoという路線バス網を運行している。この路線バス網は31系統を有し、インディアナポリス・マリオン市郡内をカバーしている。また、Indy ConnectというBRTの計画も、連邦運輸省の支援の下に進められている。しかし、全米の多くの他都市と同様、インディアナポリス都市圏における主要な交通手段は自家用車であり、90%以上の労働者が通勤に自家用車を利用しているのに対し、公共交通機関の利用率は1%にとどまっている。

## 教育

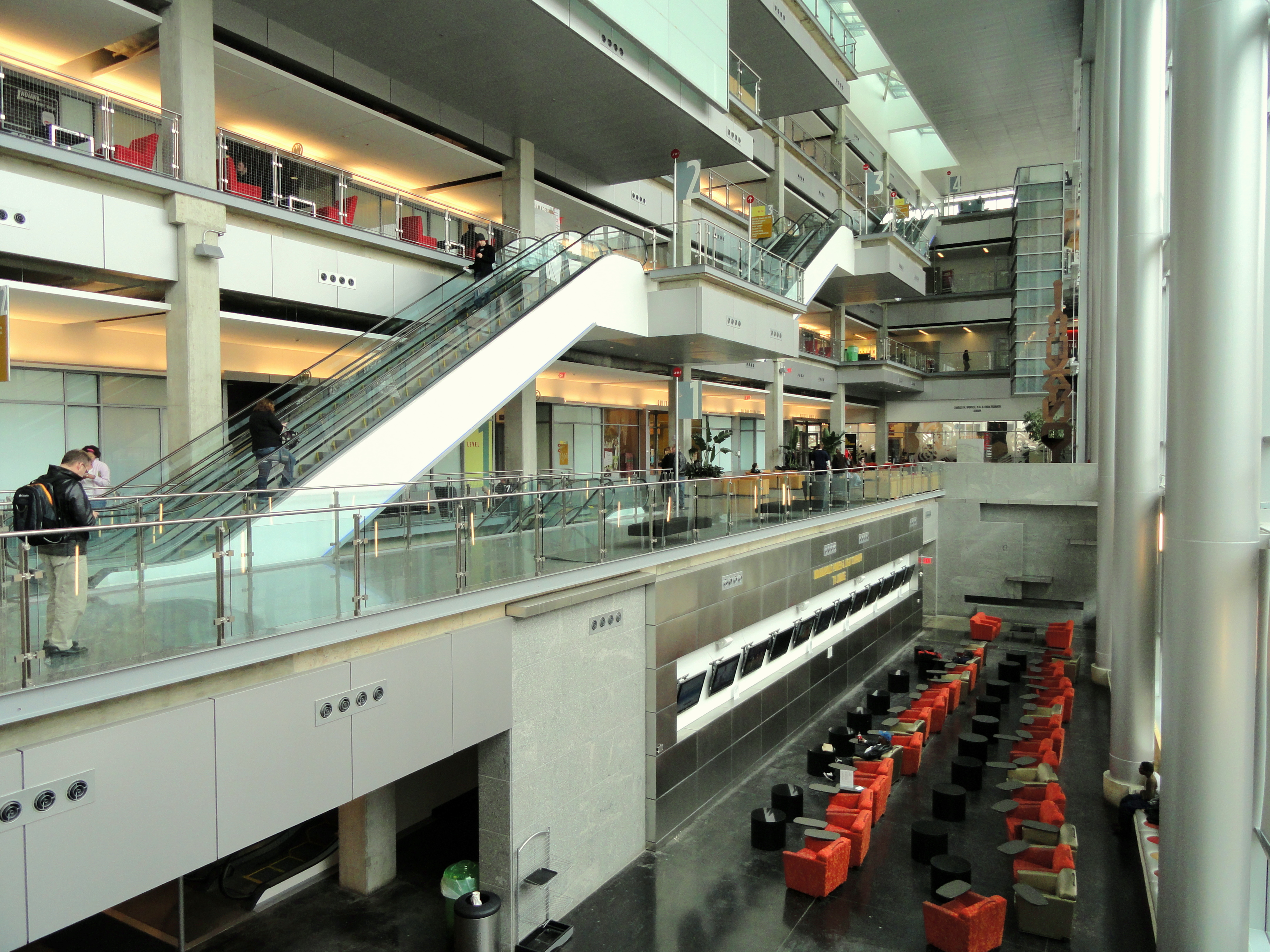
インディアナ大学-パデュー大学インディアナポリス校（IUPUI）

インディアナ大学-パデュー大学インディアナポリス校（IUPUI）のキャンパスはダウンタウンの西隣、ホワイト川の河畔に広がっている。同学は1969年、インディアナ大学とパデュー大学がそれぞれ別個に置いていたインディアナポリス校を合併してできた都市型州立研究大学である。同学は17の学部を有し、学部生約22,000人、大学院生約8,000人の学生を抱えている。また、同学のキャンパス内には、インディアナ大学の医学部、および歯学部の本部も置かれている。加えて、インディアナ大学に2つあるロー・スクールの1つで、2011年に地元銀行家・弁護士のロバート・H・マッキニーから数百万ドルにのぼる寄付を受けてその名を冠したロバート・H・マッキニー法科大学院も同学に置かれている。IUPUIは、USニューズ&ワールド・レポートの大学ランキングでは、全米の総合大学の中で上位200位以内に入る評価を受けている。

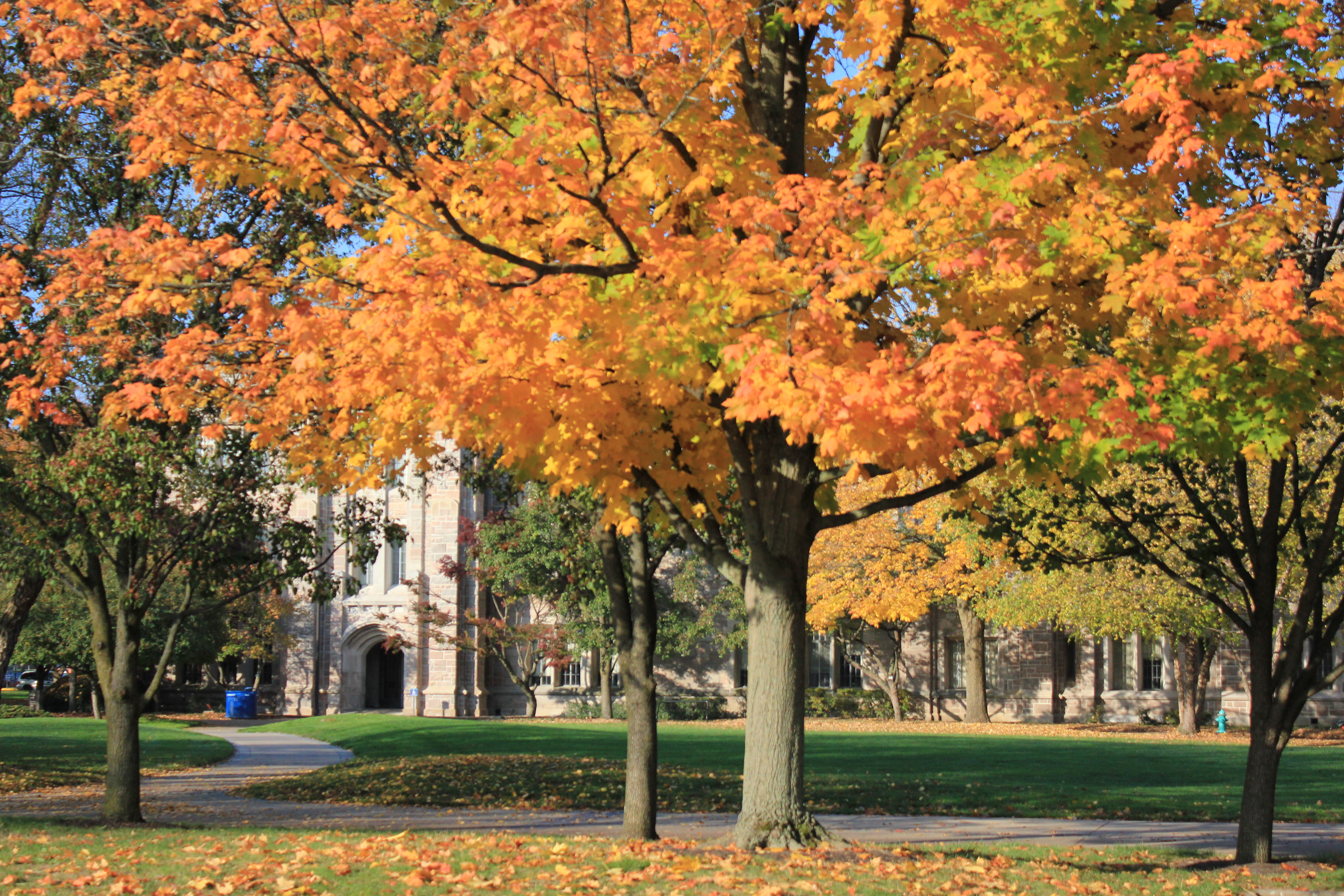
バトラー大学

バトラー大学はダウンタウンの北約8km、住宅地の中に295エーカー（1,200,000m2）のキャンパスを構えている。同学は南北戦争前夜の1855年に、地元の弁護士で、奴隷制度廃止運動家でもあったオービッド・バトラーが、人種や性別に関係なく皆が優れた教育を受けるに値するとの理念の下に創立したリベラル・アーツ・カレッジを起源とする私立大学である。同学は6学部を有し、約4,000人の学生を抱える中規模総合大学であるが、開学以来の伝統であるリベラル・アーツ教育を基本とし、学生対教授の比は12:1という少数精鋭制の教育を行っている。また、同学のスポーツチーム、ブルドッグズはNCAAディビジョンIのビッグ・イースト・カンファレンス（フットボールのみFCS/旧I-AAのパイオニア・フットボール・リーグ）に所属しており、男子8種目、女子10種目で競っている。男子バスケットボールチームは1990年代後期以降、NCAAトーナメント常連校となっており、2010年には地元インディアナポリスで開催されたファイナル4に初進出、決勝戦では59-61でデューク大学ブルーデビルズに敗れたものの、全米準優勝に輝いた。決勝戦の翌日、バラク・オバマは選手とコーチに賛辞を述べた。バトラー大学は、USニューズ&ワールド・レポートの大学ランキングでは、州内のバルパレーゾ大学やエバンズビル大学、近隣のザビエル大学やブラッドリー大学等と共に、中西部の「地方区の大学」の中で常にトップ10に入る評価を受けている。

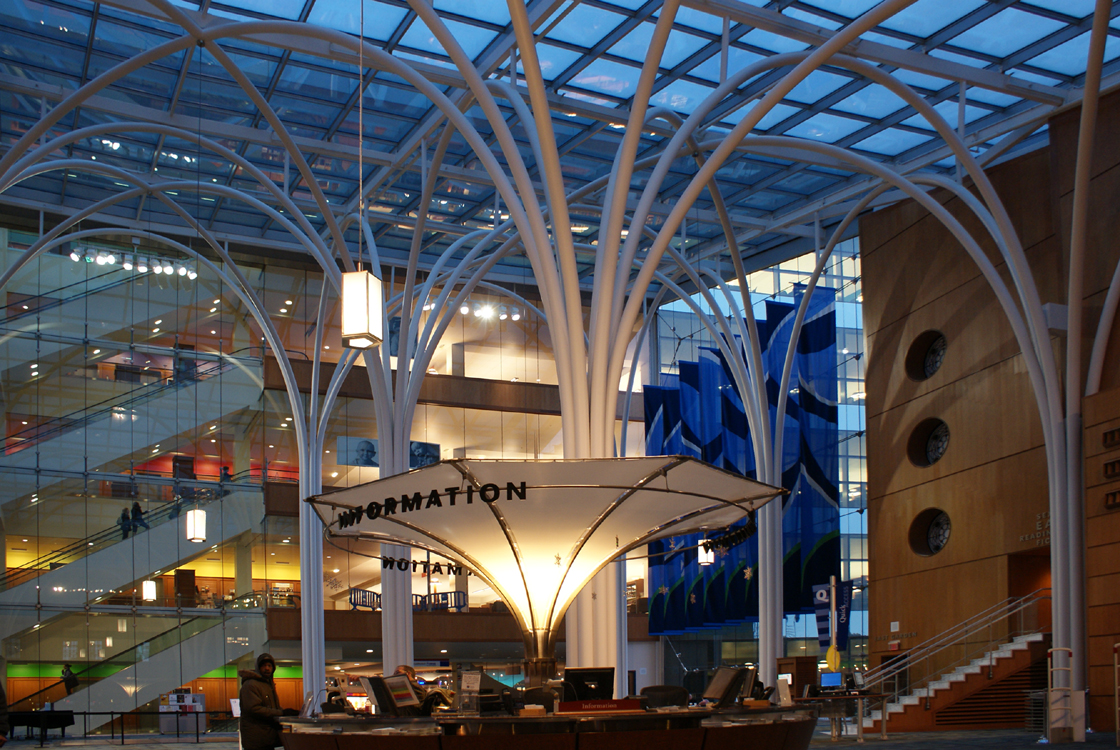
インディアナポリス中央図書館

このほか、インディアナポリスには、カトリック（フランシスコ会）系のリベラル・アーツ・カレッジであるマリアン大学、メソジスト系の中規模私立総合大学であるインディアナポリス大学、およびカトリックのベネディクト会の神父が低所得者層に高等教育の機会を与える目的で創立した、アフリカ系の学生が多いマーティン大学がキャンパスを置いている。
インディアナポリスには、市郡合併以前から存在していた、合併前のインディアナポリス市域をカバーするインディアナポリス公立学区に加えて、マリオン郡内の各郡区の学区が8つ、合計9つの学区があり、それぞれK-12課程を支える公立学校を運営している。中でも最大の学区であるインディアナポリス公立学区は、小学校・中学校・高校をあわせて約30,000人の児童・生徒を抱えている。
インディアナポリス公共図書館はダウンタウンに立地する中央図書館、マリオン郡を広くカバーする23の支館、移動図書館、および図書館サービスセンターから成っている。同館はシステム全体で、年間420万人の来館があり、貸出数は年間通算で1,590万冊を数える。

## 文化

### 博物館

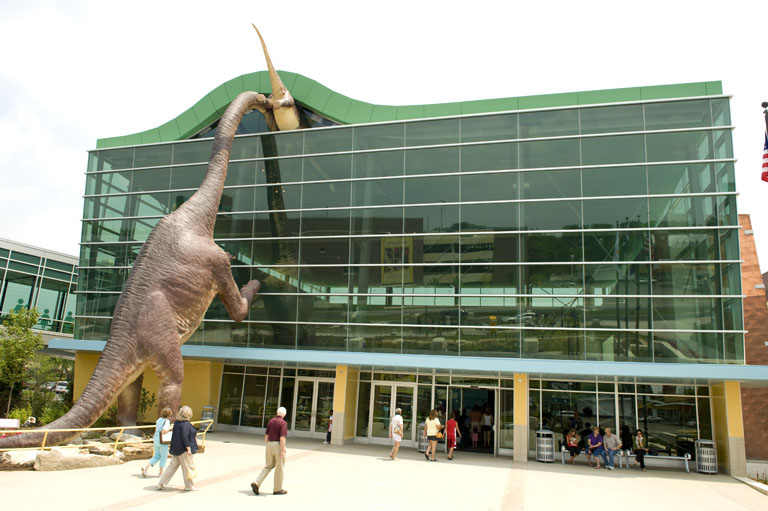
インディアナポリス子供美術館

ダウンタウンの北約5km、メリディアン・ストリートと30thストリートの北西角にはインディアナポリス子供博物館が立地している。1925年に開館した同館は世界最大の子供博物館で、29エーカー（117,000m2）の敷地に472,900平方フィート（44,000m2）の床面積を有し、常設・特別展示あわせて11の展示スペースを有している。同館の収蔵品は大きく分けて自然科学、アメリカ合衆国の文化、および世界の文化の3分野におよび、120,000点を数える。育児雑誌ペアレンツ誌では、同館は全米で最も良い子供博物館の1つに挙げられている。

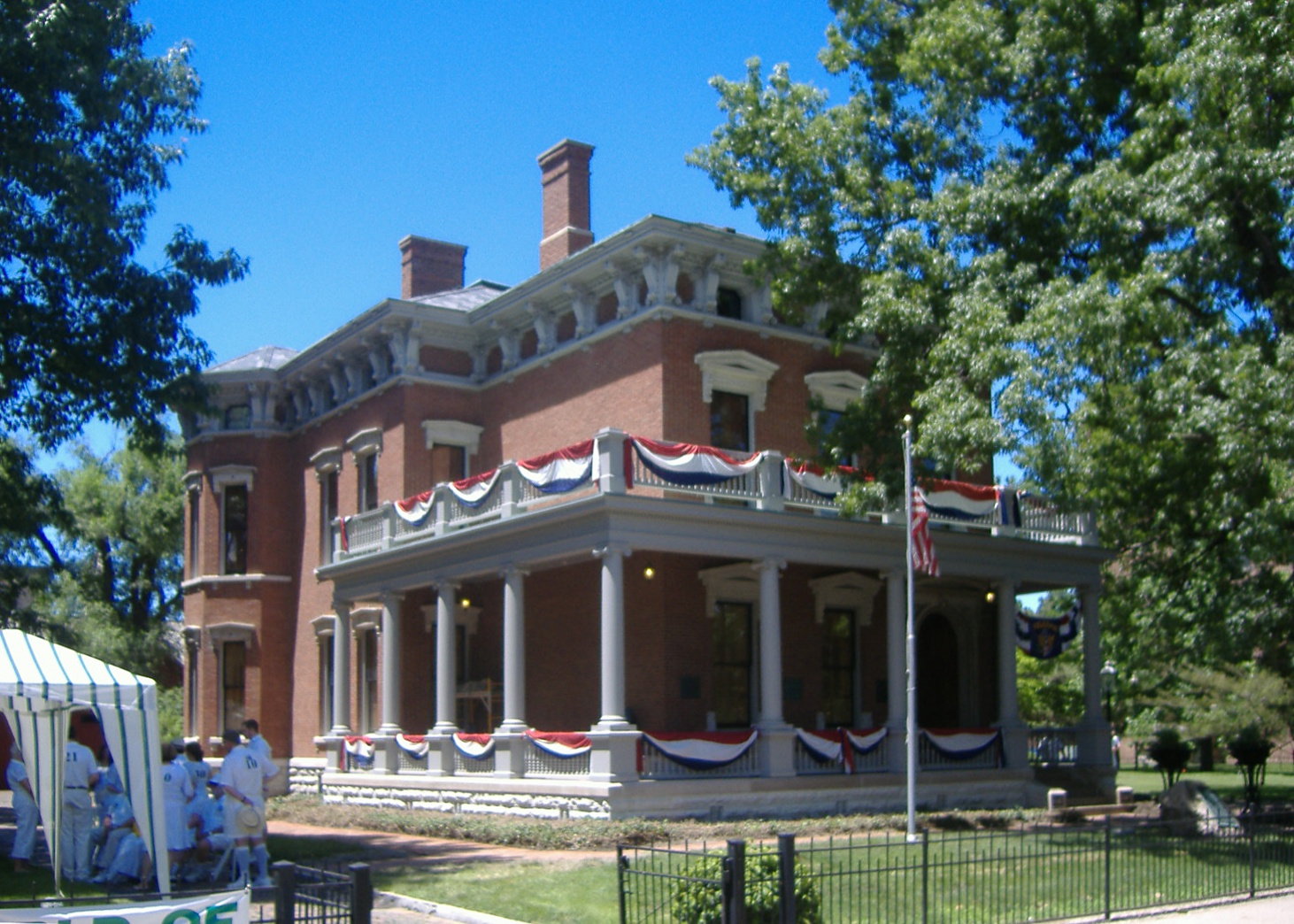
ベンジャミン・ハリソン私邸跡

インディアナポリスは第23代大統領ベンジャミン・ハリソンゆかりの地である。ダウンタウンのすぐ北にはハリソンの私邸が保存されている。1875年に完成したこのイタリアネット様式の家屋は、1964年に国定歴史建造物に、また1966年に国家歴史登録財にそれぞれ登録された。現在では、この家屋は博物館として一般に公開されており、ハリソンの最初の妻で、在職中のファーストレディでもあったキャロラインの手による水彩画および陶芸品の絵付けや、ハリソンとその子供たちが存命であった頃の婦人参政権運動に関する事物など、ハリソン一家に関する事物を収蔵・展示している。また、敷地内の庭園も、植物園として一般に公開されている。

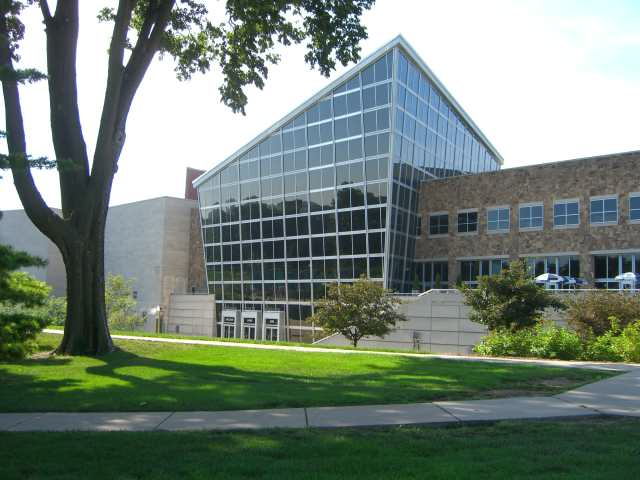
インディアナ州立博物館

インディアナ州会議事堂から西へ2ブロック、IUPUIのキャンパスの南東に広がるホワイト川州立公園内にはインディアナ州立博物館が立地している。同館はインディアナ州の芸術、科学、および文化に関する事物を常設展示している。また同館は、フォートウェインのアレン郡公共図書館と共同で、エイブラハム・リンカーンにまつわる事物を収蔵、および展示している。
インディアナポリスのシンボルであるインディアナ兵士水兵記念塔の下層階はイーライ・リリー大佐南北戦争博物館になっている。また、その3ブロック北、インディアナ世界大戦記念広場にはインディアナ戦争記念博物館が立地している。

### 美術館と視覚芸術

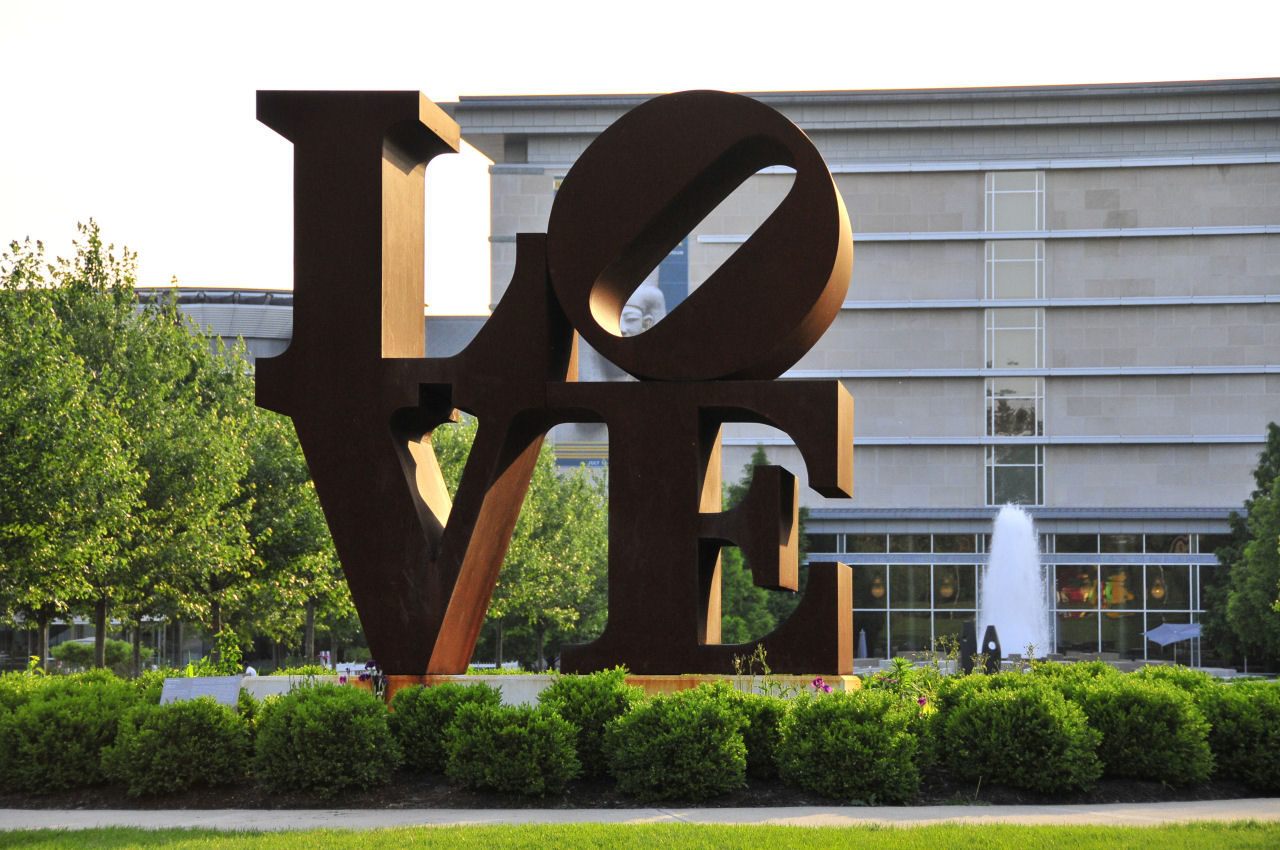
インディアナポリス美術館の「LOVE」

ダウンタウンの北西約8km、バトラー大学やマリアン大学のキャンパスにも程近い、ミシガン・ロードと38thストリートの北西角にはインディアナポリス美術館が立地している。同館は1883年に、婦人参政権運動家メイ・ライト・スーウェルがダウンタウンに建っていたイングリッシュ・ホテルで行った展覧会を起源とし、1970年に現在の場所に移転した。同館はアフリカ、アジア、アメリカ、ヨーロッパの5,000年にわたる芸術作品54,000点を収蔵しており、そのジャンルも絵画、彫刻、工芸品、写真、デザイン、現代芸術と多岐にわたる。また、同館の敷地内には、インディアナ州出身の現代芸術家ロバート・インディアナの代表作品、「LOVE」の彫刻が展示されている。高さ・幅3.6m、厚さ1.8mのこのコールテン鋼製の彫刻は1970年に制作されたもので、世界中にレプリカが数多くある「LOVE」の彫刻の中でも最初に創られたものである。

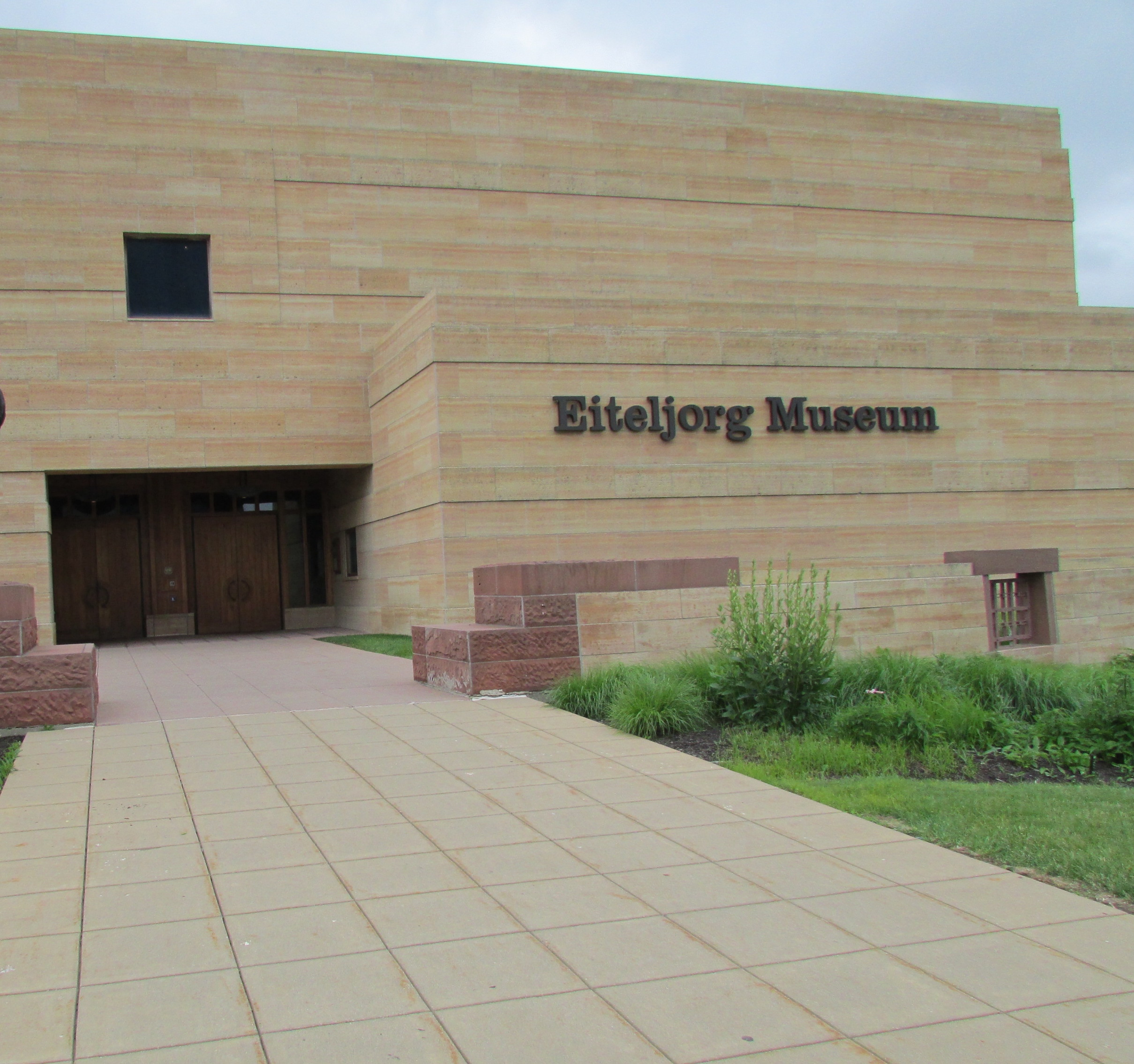
アイテルジョーグ・アメリカンインディアン・西部美術館

ホワイト川州立公園内、インディアナ州立博物館の東隣に立地するアイテルジョーグ・アメリカンインディアン・西部美術館は、中西部では唯一の、その名が示す通りネイティブ・アメリカンの芸術や西部芸術の作品に特化した美術館である。同館の収蔵品はネイティブ・アメリカン芸術、西部芸術、および現代芸術の3つに大別される。ネイティブ・アメリカン芸術については、同館はアメリカ合衆国およびカナダの先住民族による彫刻、宝飾、織物などの作品を広く収蔵しているほか、常設展示ギャラリー内にはマイアミ族、ポタワトミー族、デラウェア族など、インディアナ州に先住していたネイティブ・アメリカンの各部族に対する理解を深める Mihtohseenionki （「人々の場」の意）というコーナーを設けている。西部芸術については、ジョージア・オキーフら、西部に創作のヒントを得た芸術家による作品を収蔵・展示している。現代芸術に関しては、同館は伝統絵画、ビーズ細工やビーバー毛皮細工など、ネイティブ・アメリカンによる現代芸術作品に注力している。
ダウンタウンの北約13km、ブロード・リップル・ビレッジ地区内に立地するインディアナポリス芸術センターは絵画、彫刻、陶芸、織物など、多岐にわたる芸術教室を開いている。ダウンタウンの南東、ファウンテンスクエア地区内のマーフィー芸術センター、およびダウンタウンのシティウェイに立地するホテル、アレクサンダーでは、インディアナポリス現代美術館がその収蔵品を展示している。また、IUPUIのキャンパス内には、同学芸術学部の学生および卒業生による作品を主とした、芸術学部所蔵の彫刻作品が至るところに展示されている。

### 演技芸術

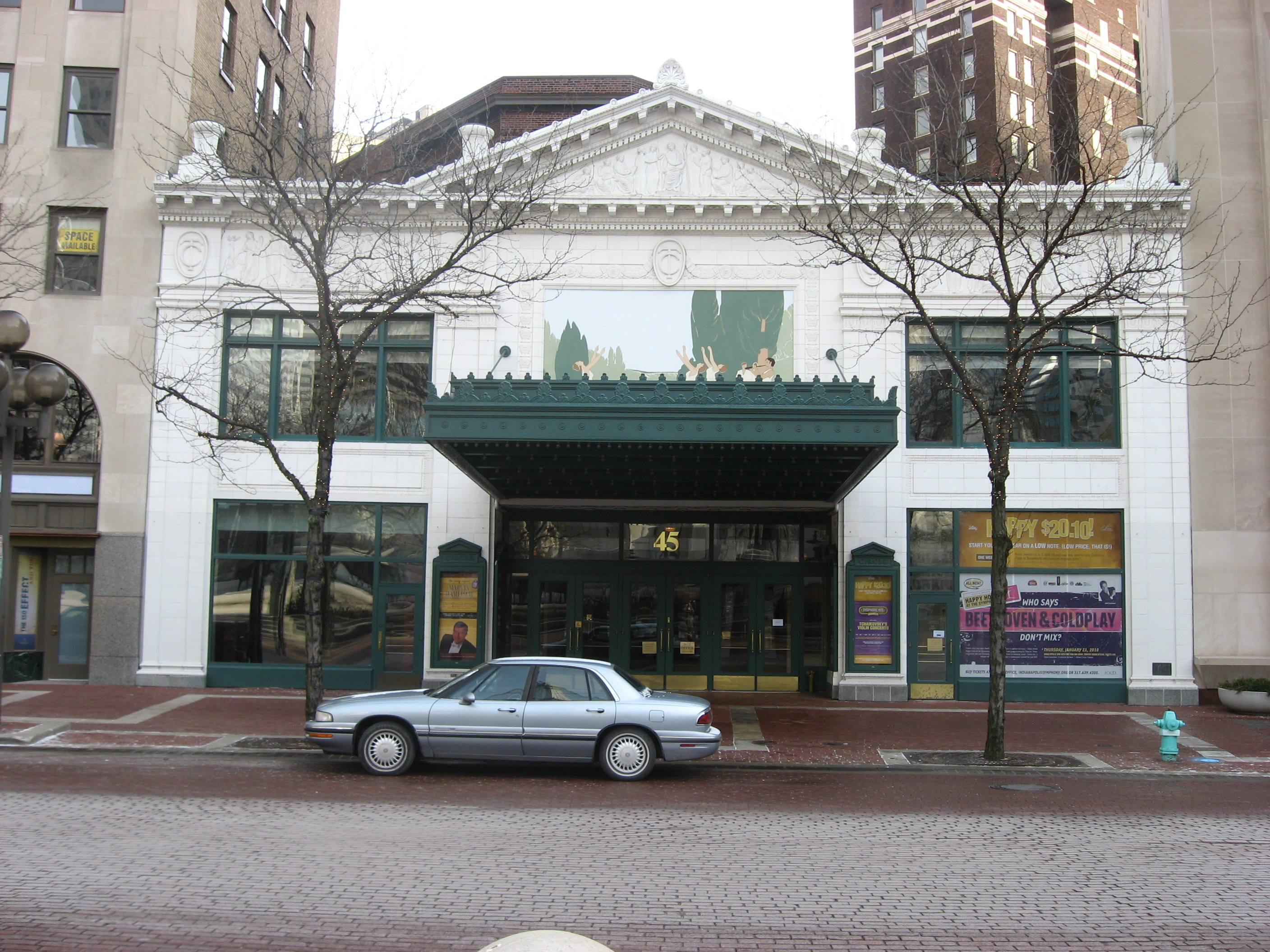
ヒルバート・サークル・シアター

モニュメント・サークルには、1984年以来インディアナポリス交響楽団が本拠地としている、1,660席を有するヒルバート・サークル・シアターが立地している。この新古典主義建築様式の劇場は1916年に建てられたもので、以来映画の放映や音楽の公演に使われてきた。1928年には、市史上初めてのトーキー映画の放映となる、「ジャズ・シンガー」の放映がこの劇場で行われた。1940年代には、グレン・ミラー・オーケストラなど、ジャズのビッグバンドがこの劇場のステージで公演を行った。サークル・シアターは、1980年に国家歴史登録財に登録された。1996年、地元実業家スティーブン・ヒルバートがこのサークル・シアターに多額の寄付をし、劇場にヒルバートの名が冠せられた。
このサークル・シアターの成功を受けて1927年、ワシントン・ストリートとキャピトル・アベニューの北東角、インディアナ州会議事堂の向かいに、より規模の大きい映画館として建てられたのがインディアナ・シアターであった。完成当初、インディアナ・シアターは3,200席を有し、ボールルームや昼食カウンター、理髪店などの施設も併設していた。1980年以降、インディアナ・シアターはインディアナ・レパートリー・シアターというレパートリー・シアターになっている。インディアナ・シアターは、1979年に国家歴史登録財に登録された。

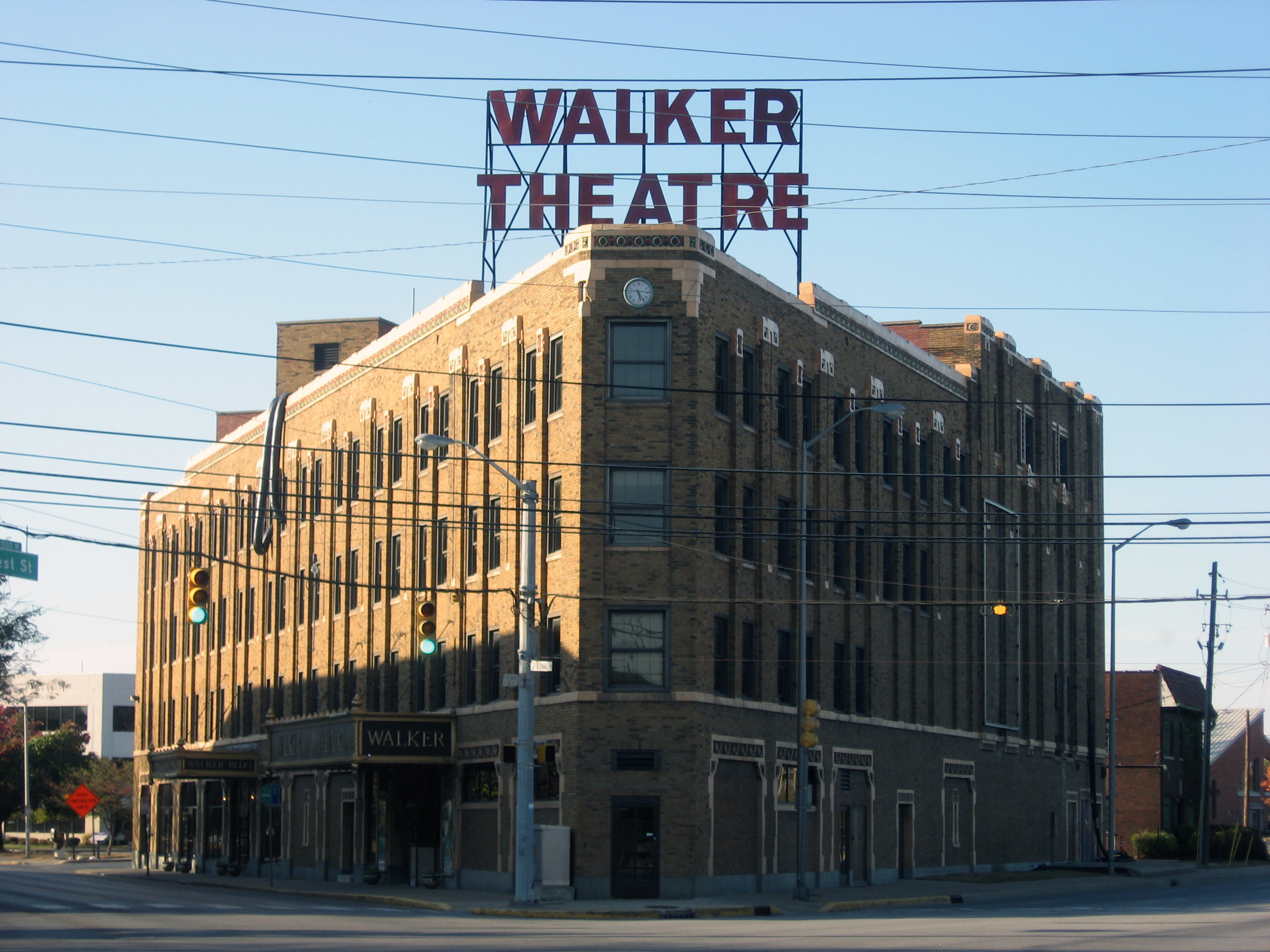
マダム・ウォーカー・シアター

インディアナ・シアターと同じく1927年、当時アフリカ系の住民が集住していた地区の中心、インディアナ・アベニューとウェスト・ストリートの北西角に建てられたのがマダム・ウォーカー・シアターである。この建物は、もともとはアフリカ系アメリカ人女性起業家、マダム・ウォーカーが起業し、娘のアレリアが継いだヘアケア用品製造・販売会社の本社・工場として建てられたもので、ボールルームや劇場、美容院も併設し、地域のアフリカ系住民にとっての文化センターとしての役割も果たしていた。エラ・フィッツジェラルドやナット・キング・コールなども、この劇場で公演を行った。マダム・ウォーカー・シアターは、1980年に国家歴史登録財に、また1991年に国定歴史建造物にそれぞれ登録された。
モニュメント・サークルから北東へ4ブロック、マサチューセッツ・ストリート、ミシガン・ストリート、およびニュージャージー・ストリートの六叉路の北西角にはオールド・ナショナル・センターが立地する。ミュラ・シュラインとも呼ばれていたこの建物は1909年に建てられた。同館は2,600席を有する劇場、1,800席および宴会場を有するコンサートホール、および600席を有する多機能室を持っており、大小様々な催し物に対応できる多目的催事場となっている。オールド・ナショナル・センターでは年間300のイベントが開催される。
また、ワシントン・ストリートとイリノイ・ストリートの交差点の上に架かる形で建っているインディアナポリス・アーツガーデンでは、年間300以上の演技芸術の公演、および月例の視覚芸術作品の展示が行われる。
インディアナポリスは高校生のマーチングバンドの全米組織で、ミュージック・フォー・オールの一部門であるバンズ・オブ・アメリカ、およびドラムコー・インターナショナルが本部を置く地でもある。また、インディアナポリスは1982年に始まった、4年に1度のインディアナポリス国際ヴァイオリン・コンクールが開かれる地でもある。

### 文学

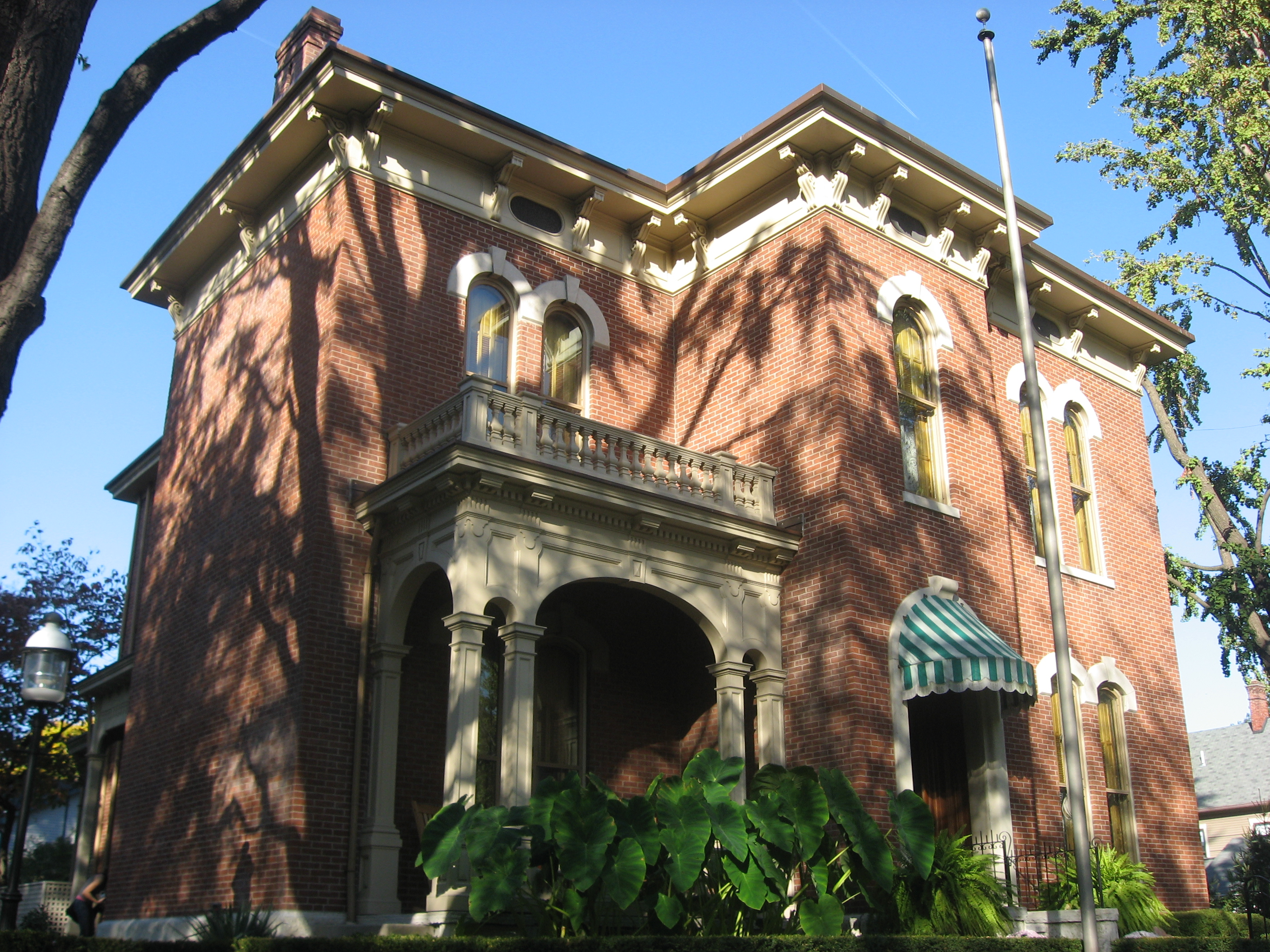
ジェームズ・ウィットコーム・ライリーの家

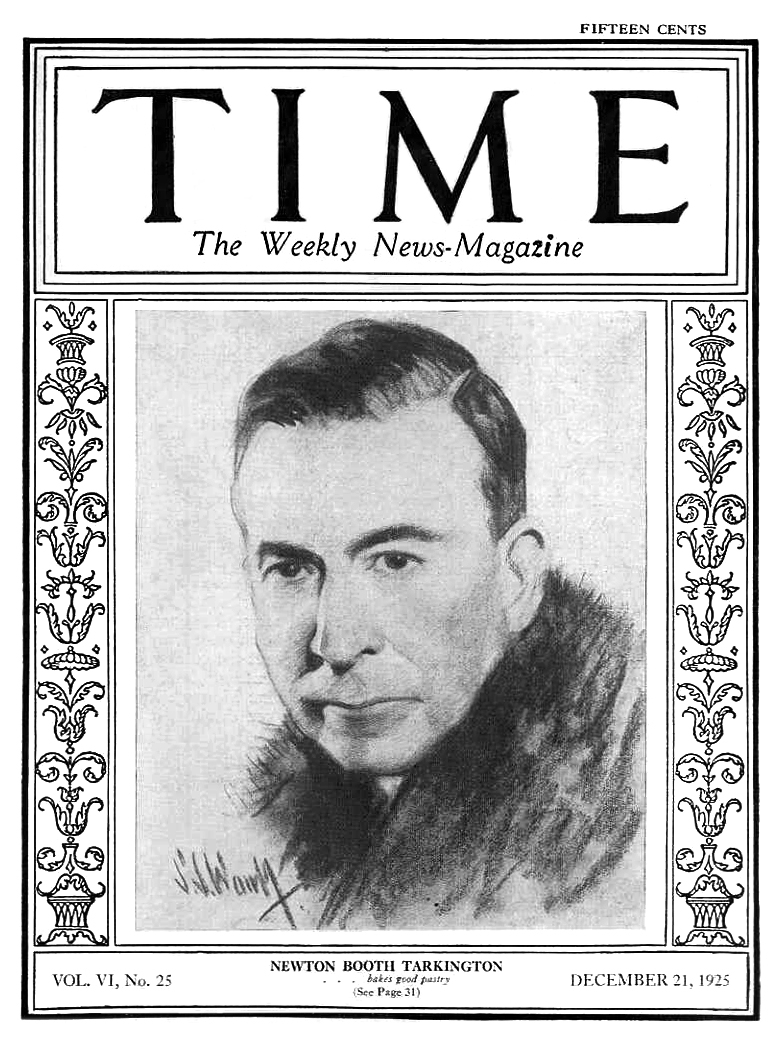
タイム誌（1925年12月11日）の表紙を飾ったブース・ターキントン

1880-1920年にかけて、インディアナポリスは詩人ジェームズ・ウィットコーム・ライリー、ピューリッツァー賞を2度受賞したブース・ターキントン、ベストセラー作家メレディス・ニコルソンらを輩出し、インディアナ文学の黄金時代と呼ばれた。1947年に行われたある調査では、この40年間においては、インディアナ州出身の作家が生み出したベストセラーの数は、ニューヨーク州出身作家に次ぐ全米2位であった。アーサー・W・シューメーカーは著書 A History of Indiana Literature （インディアナ文学の歴史）において、この時代がもたらした影響を次のように記した。

It was the age of famous men and their famous books. In it Indiana, and particularly Indianapolis, became a literary center which in many ways rivaled the East. 

（訳）この時代は、有名な者たちとその有名な著書の時代であった。この点においてインディアナ、殊にインディアナポリスは、多くの意味で東部に匹敵する、文学の中心地になっていた。

ダウンタウンの北東、ロッカビー・ストリート沿いにはジェームズ・ウィットコーム・ライリーの家が保存されており、博物館として一般に公開されている。ジェームズ・ウィットコーム・ライリーの家は1962年に国定歴史建造物に、また1966年に国家歴史登録財にそれぞれ登録された。
そして、20世紀中盤以降に現れた最も有名なインディアナポリス出身の作家は、おそらく「タイタンの妖女」（1959年）、「猫のゆりかご」（1963年）、「スローターハウス5」（1969年）等の作品で知られたカート・ヴォネガットであろう。ヴォネガットは多くの作品において、インディアナポリス出身の人物を1人以上登場させた。1986年に帰郷した際、ヴォネガットはインディアナポリスが彼の作品にもたらした影響について、次のように語った。

All my jokes are Indianapolis. All my attitudes are Indianapolis. My adenoids are Indianapolis. If I ever severed myself from Indianapolis, I would be out of business. What people like about me is Indianapolis. 

（訳）私の全てのジョークはインディアナポリスにある。私の全ての態度はインディアナポリスにある。私のアデノイドもインディアナポリスにある。私からインディアナポリスを取ったら何も残らない。人々が私を愛する理由もインディアナポリスにある。

ヴォネガットの死後、2010年には、モニュメント・サークルの北西2ブロック、インディアナ・アベニュー、セネート・アベニュー、およびバーモント・ストリートの六叉路の南西角に建つ、1983年に国家歴史登録財にも登録されているエミリーという歴史的建造物の中に、カート・ヴォネガット記念図書館が開館した。
21世紀初頭には、インディアナポリス生まれのヤングアダルト小説作家、ジョン・グリーンが現れた。グリーンが2012年に発表した出世作、「さよならを待つふたりのために」は、インディアナポリスを舞台として書かれた。2008年の作品「ペーパータウン」は、2015年にジェイク・シュライアー監督、ナット・ウルフ、カーラ・デルヴィーニュ主演で映画化された。同年7月14日にグリーンは出演者と共にインディアナポリスで映画のプロモーションを行い、市長グレッグ・バラードはこの日をインディアナポリスの「ジョン・グリーンの日」と名付けた。

### スポーツ
インディアナポリスにはMLB、NFL、NBA、NHLの北米4大プロスポーツリーグのうち、NFLとNBAの2つのリーグがチームを置いている。

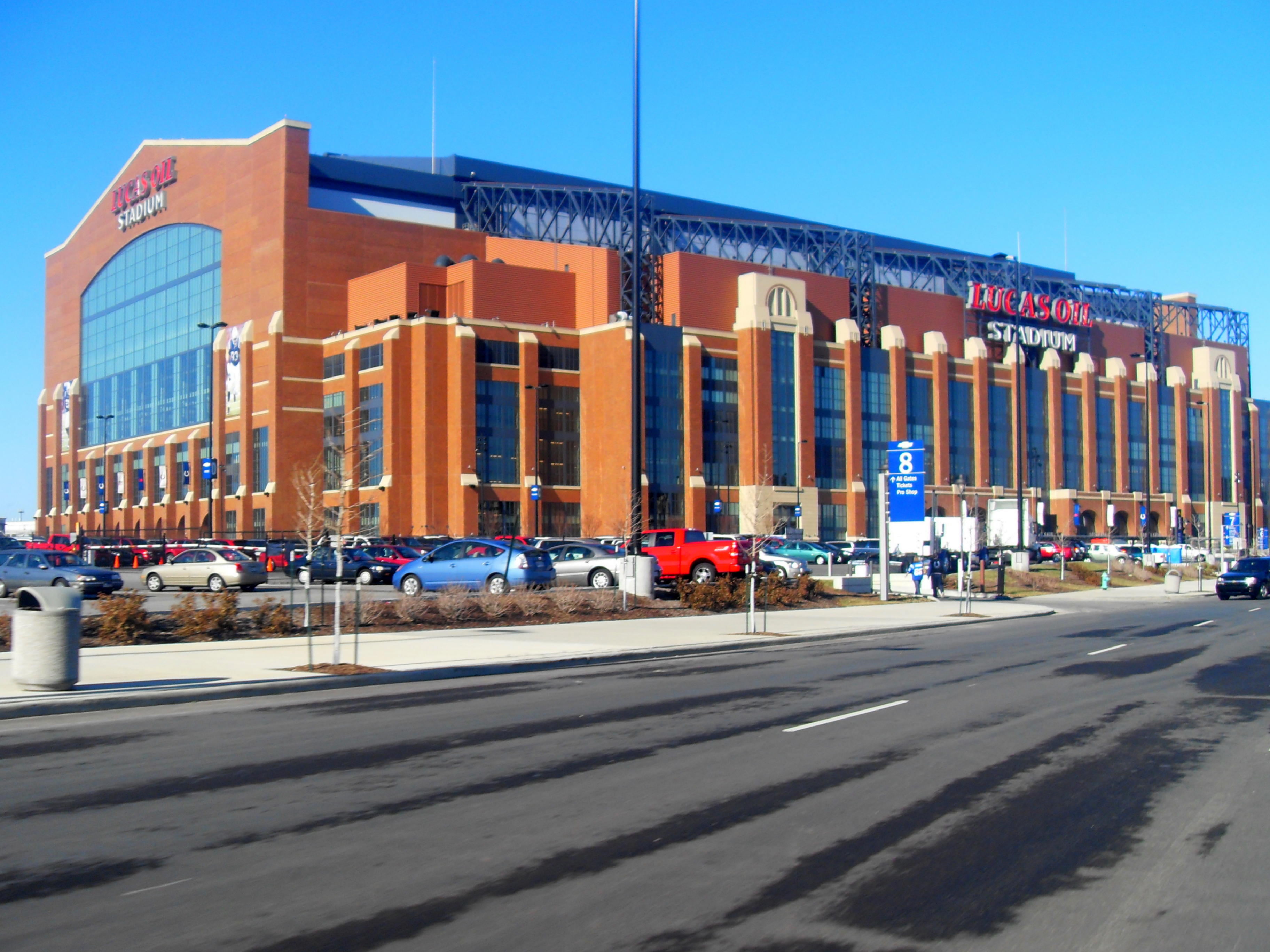
ルーカス・オイル・スタジアム

フットボールのインディアナポリス・コルツは、ボルチモアから1984年に移転してきたチームである。移転から1990年代までは3-4勝（12-13敗）に終わることも珍しくなく、1991年には1勝15敗、良くて9勝7敗という弱小チームであったが、1998年にドラフト全体1位でペイトン・マニングを獲得すると一転、翌1999年には13勝3敗で地区優勝、2000年代には2001年を除いて毎年プレーオフに出場する強豪チームとなり、2006-07年のシーズンには第41回スーパーボウルを制した。コルツは、2008年に完成したルーカス・オイル・スタジアムを本拠地としている。

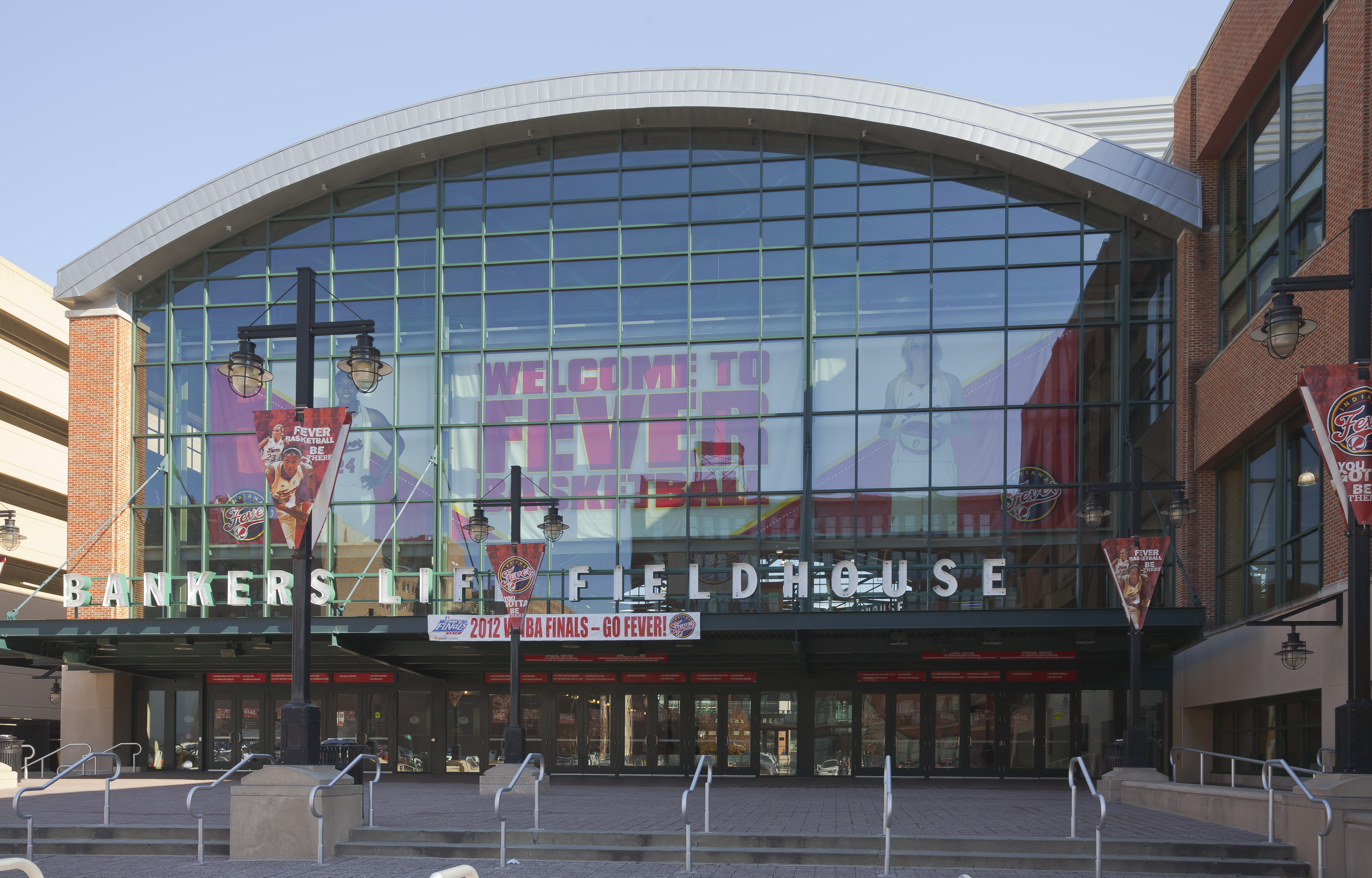
バンカーズ・ライフ・フィールドハウス

バスケットボールのインディアナ・ペイサーズは、1967年にABAのチームとして創設されたが、1976年にABAが解散するとNBAに加入したチームである。ABAではわずか9年のリーグの歴史の中でABAファイナルに5度出場、3度優勝する強豪であった。NBA加入後は、1980年代までは低迷したが、1990年代に入るとレジー・ミラーを擁し、プレーオフ常連チームへと躍進、2000年にはNBAファイナルに出場した。しかし、その時はロサンゼルス・レイカーズに敗れており、NBAでの優勝はまだない。ペイサーズはバンカーズ・ライフ・フィールドハウスを本拠地としている。また、このアリーナは、ペイサーズと姉妹チームである女子のインディアナ・フィーバーの本拠地ともなっている。こちらは、2012年にWNBAファイナルを制している。
この他、インディアナポリスには下部リーグのチームもいくつか置かれている。野球のインディアナポリス・インディアンズは、ピッツバーグ・パイレーツ傘下のAAA級マイナーリーグのチームである。1902年に創設された同球団は、マイナーリーグのチームとしてはロチェスター・レッドウイングスに次いで長い歴史を持っている。サッカーのインディ・イレブンは、アメリカ合衆国のサッカーリーグとしては2部にあたるUSLチャンピオンシップのチームである。アイスホッケーのインディ・フューエルはNHLのシカゴ・ブラックホークス、およびAHLのロックフォード・アイスホッグズ傘下のECHLのチームである。
| インディアナポリスにおけるメジャー・プロスポーツ | インディアナポリスにおけるメジャー・プロスポーツ | インディアナポリスにおけるメジャー・プロスポーツ | インディアナポリスにおけるメジャー・プロスポーツ |
| チーム                                           | スポーツ                                         | リーグ                                           | 本拠地                                           |
| ------------------------------------------------ | ------------------------------------------------ | ------------------------------------------------ | ------------------------------------------------ |
| インディアナポリス・コルツ                       | フットボール                                     | NFL、AFC南地区                                   | ルーカス・オイル・スタジアム                     |
| インディアナ・ペイサーズ                         | バスケットボール                                 | NBA、東カンファレンス中地区                      | バンカーズ・ライフ・フィールドハウス             |
| インディアナ・フィーバー                         | バスケットボール                                 | WNBA、東カンファレンス                           | バンカーズ・ライフ・フィールドハウス             |

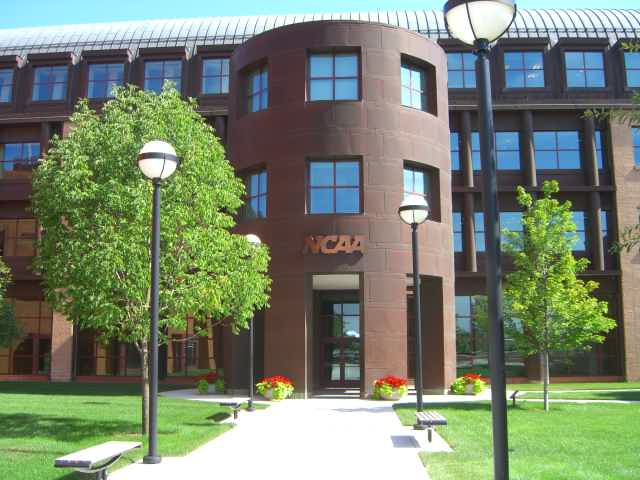
NCAA本部

インディアナポリスは全米大学体育協会（NCAA）が本部を置く地でもある。NCAA本部はIUPUIのキャンパスの南に立地している。NCAA本部の東隣、ホワイト川州立公園の敷地内には、NCAAの管轄下にある24競技全てに関する事物や、全米の加盟大学から寄贈された事物を展示し、名場面のビデオを放映する、NCAA勝者の殿堂が立地している。また、インディアナポリスにはNCAAディビジョンIに属するホライズン・リーグ、ディビジョンIIに属するグレート・レイクス・バレー・カンファレンス、およびディビジョンIIIに属するハートランド・カレッジエイト・アスレチック・カンファレンスの3つのカンファレンスが本部を置いている。加えて、ビッグ・テン・カンファレンスは、男女バスケットボールのカンファレンストーナメントをシカゴと交代で隔年、また2011年にフットボールで地区制を導入してからはそのカンファレンス決勝戦を毎年、インディアナポリスで行っている。

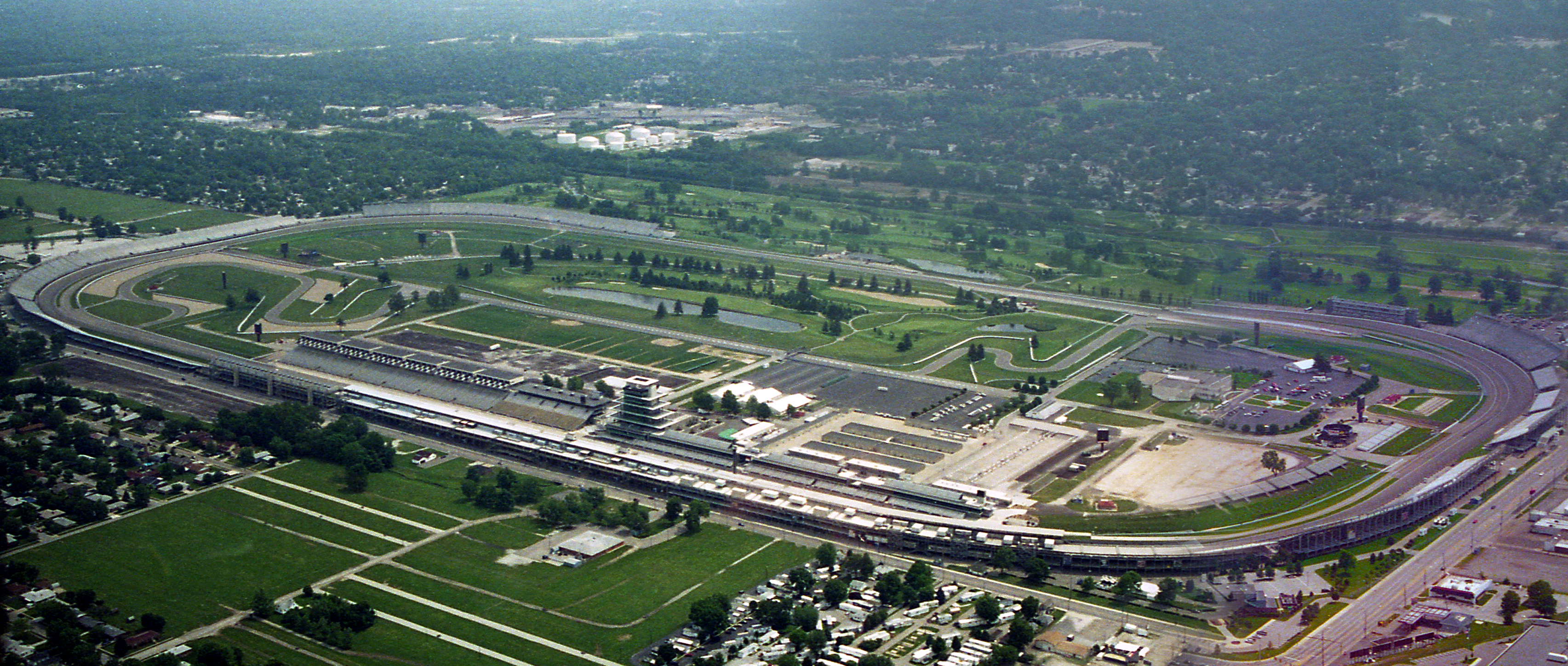
インディアナポリス・モーター・スピードウェイ

しかし、インディアナポリスを代表するスポーツイベントと言えばやはりインディ500である。インディ500は世界三大レースの1つにも数えられる、1911年から始まった伝統のレースで、2016年には100回目の開催となった。このレースは戦没将兵追悼記念日前日の日曜日に、マリオン郡内西郊のスピードウェイにあるインディアナポリス・モーター・スピードウェイで開催される。このレースでは、1周2.5マイル（4.0235km）のオーバルトラックを200周、500マイル（804.7km）を、最高350km/hを超えるスピードで走破することになる。このレースは世界中から観客を集め、そのチケットは1年前には売り切れる。
インディアナポリス・モーター・スピードウェイではインディ500のほか、1994年からはNASCARスプリントカップ・シリーズのブリックヤード400、および2014年からはインディ500と同じインディカー・シリーズのグランプリ・オブ・インディアナポリス（ただしこちらはオーバルトラックの一部とロードコースとを組み合わせたコースで行う）が行われる。また、2000-07年にはF1のアメリカグランプリが、2008-15年にはMotoGPのレッドブル・インディアナポリス・グランプリがそれぞれインディアナポリス・モーター・スピードウェイで開催されていた。
オーバルトラックの内側にはインディアナポリス・モーター・スピードウェイ博物館が立地している。同館には、歴代優勝者の顔が浮き彫りされたボルグワーナー・トロフィーが安置されている（優勝者に渡されるのはそのレプリカである）。また、インディ500決勝前日の土曜日には、1957年から続く、大規模なパレードがダウンタウンで行われる。
1964年4月、ウィリアム・アフィルスがプロレス団体ワールド・レスリング・アソシエーション (インディアナポリス)を設立、1989年まで活動した。

### 公園とレクリエーション

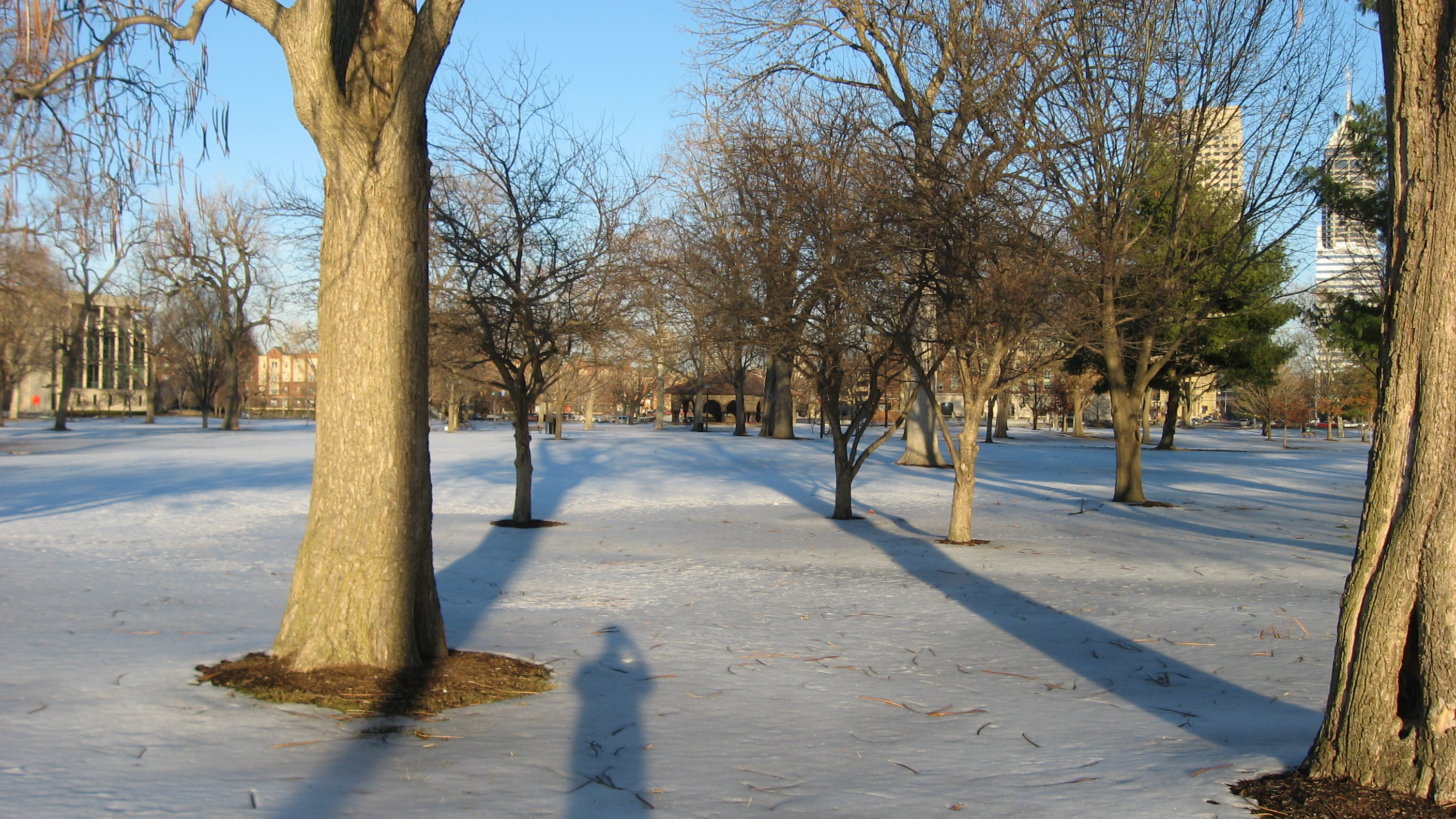
雪に覆われたミリタリー・パーク

IUPUIのキャンパスの東、ホワイト川州立公園の北東端に広がるミリタリー・パークは、1852年に造られた市最初の公園である。造られてから数年間は、この公園はインディアナ・ステート・フェアの会場として使われたが、やがて南北戦争が開戦すると、この公園はキャンプ・モートンという、兵士の訓練所と捕虜の収容所を兼ねた北軍の施設として使われた。ミリタリー・パークは、1969年に国家歴史登録財に登録された。
20世紀初頭、都市計画家ジョージ・ケスラーはインディアナポリスの近代的な公園システムの枠組みを造り上げた。ケスラーが1909年に創ったインディアナポリス・パーク・アンド・ブールバード・プランは、ブルックサイド・パーク、エレンバーガー・パーク、ガーフィールド・パークといった著名な公園群を、水路沿いの公園道路でつなぐものであった。2003年、総面積3,474エーカー（1,406ha）のこのシステム全体が、国家歴史登録財に登録された。

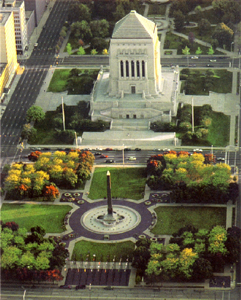
インディアナ世界大戦記念広場はダウンタウンの5ブロックにまたがっている

1924年に完成したインディアナ世界大戦記念広場は、都市美運動の名残を最もよく示す例である。モニュメント・サークルの北3-7ブロックに立地するこの広場には、アメリカ合衆国在郷軍人会本部や前述のインディアナ戦争記念博物館が立地し、デピュー記念噴水が設けられている。インディアナ世界大戦記念広場は、1989年に国家歴史登録財に、また1994年に国定歴史建造物にそれぞれ登録された。

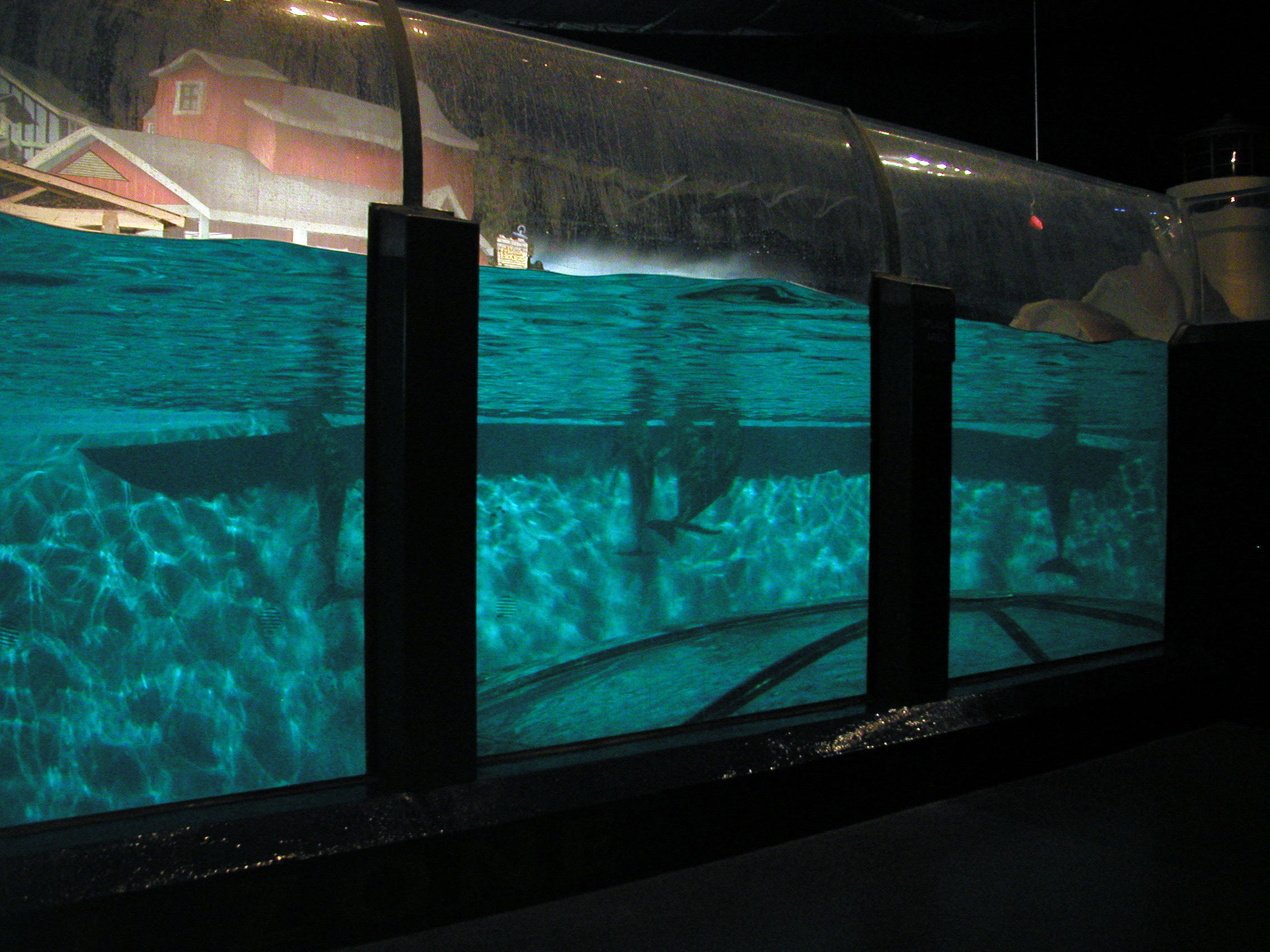
インディアナ動物園の水族館のイルカ水槽。下部に写っているのはイルカ見学ドームの天井。

ダウンタウンの西を流れるホワイト川の両岸にはホワイト川州立公園が広がっている。IUPUIのキャンパスの南、ホワイト川州立公園の東岸側には、前述のミリタリー・パークを含むほか、インディアナ州立博物館、アイテルジョーグ・アメリカンインディアン・西部美術館、NCAA勝者の殿堂、ヴィクトリー・フィールドなどの施設が立地している。一方、西岸側はインディアナ動物園の敷地になっている。同園内の動物は平原・森林・砂漠といった環境別に分かれて飼育・展示されている。同園は水族館も併設しており、特に遊泳中のイルカを下から見学できるドームを全米で初めて備えたイルカ館が特筆される。また、同園敷地内東側には、ヒルバート温室と屋外のディハーン・ティーアガルテンから成る、ホワイト・リバー・ガーデンズという植物園も併設されている。
これらの他にも、市郡内には200以上の公園があり、その総面積は11,464エーカー（4,639ha）にのぼり、東京都の豊島区・新宿区・渋谷区をあわせた面積にほぼ相当する。中でもダウンタウンの北西約20km、イーグル川をせき止めた人造湖を中心として広がるイーグル・クリーク・パークは最大の面積を有し、その面積は4,766エーカー（1,929ha）で、市郡の公園総面積の約4割にあたる。しかし、市郡の総面積そのものが広いため、公園はその僅か5%を占めるに過ぎず、公園から徒歩圏内の住民が総人口に占める割合も3割程度にとどまっており、加えて公園への市郡の財政支出も抑えられていることから、公園の充実度を示す ParkScore という指標では、全米100大都市中95位と、低い位置に留まっている。

### メディア

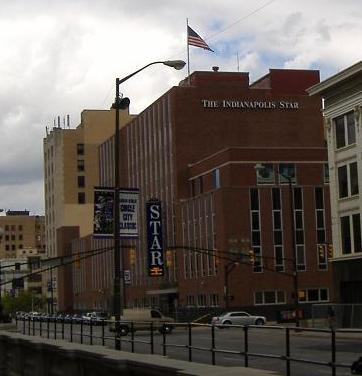
インディアナポリス・スター旧本社ビル（2006年）

インディアナポリスの日刊紙はインディアナポリス・スターただ1紙のみである。同紙は1903年に創刊し、1948年にライバルであったインディアナポリス・ニューズを買収、2000年にはガネット社の傘下に入った。同紙は1975年にインディアナポリス市警察局の腐敗を報じた連載で、また1991年には州内の医療事故を報じた連載で、それぞれピューリッツァー賞を受賞した。
このほか、インディアナポリスでは、1895年に創刊し、アフリカ系に主に購読されている週刊紙インディアナポリス・レコーダーや、地域経済紙インディアナポリス・ビジネス・ジャーナルといった新聞が刊行されている。
インディアナポリスはメディア・コングロマリットのエミス・コミュニケーションズが本社を置く地でもある。1979年に南東郊のシェルビービルにあった小さなラジオ局から始まった同社は、現在では地元インディアナポリスのほか、州内のテレホートやニューヨーク、ロサンゼルス、セントルイス、オースティンでもラジオ事業を、またアトランタ、シンシナティ、ロサンゼルス、カリフォルニア州オレンジ郡、オースティンでも出版事業を手がけている。
また、全米38州、112都市のラジオ局に販売され、放送されているラジオの人気番組、トム・アンド・ボブ・ショーは、1983年にインディアナポリスで始まり、現在もインディアナポリスで制作されている。

### 宗教

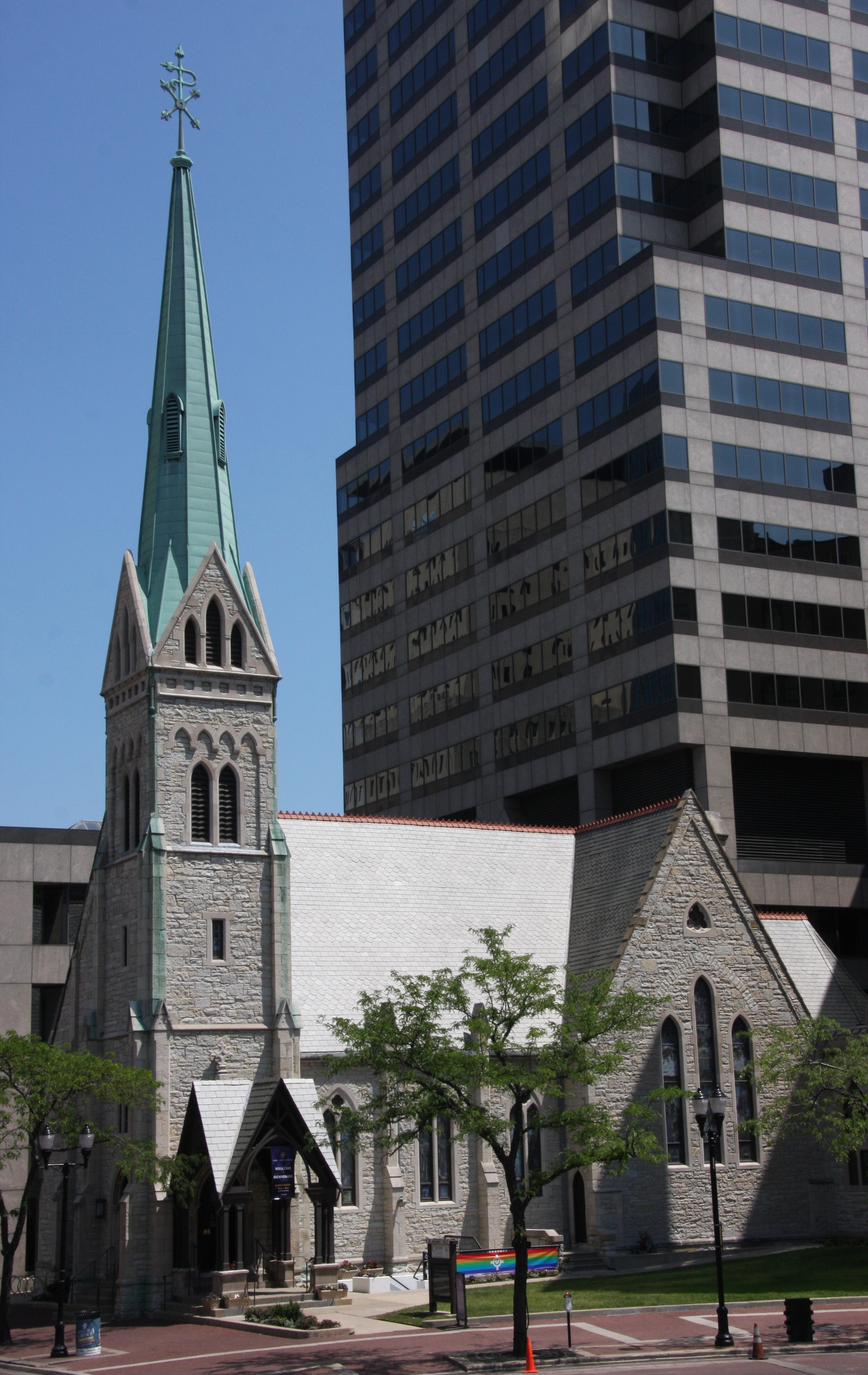
クライスト・チャーチ大聖堂

インディアナポリスは地域の宗教上の拠点にもなっている。カトリック教会はインディアナポリス大司教区を置いており、ダウンタウンの北、メリディアン・ストリートと14thストリートの南東角にその司教座聖堂である聖ペテロ・パウロ大聖堂を置いている。インディアナポリス大司教区は1834年に創設されたビンセンズ司教区を、1944年に大司教区に格上げする形で創設されたもので、インディアナ州中部および南部（南西部を除く）を管轄すると共に、州内のフォートウェイン、エバンズビル、ラファイエット・イン・インディアナ、ゲーリー各司教区を統括している。また、同大司教区はインディアナポリスにサイモン・ブルテ司教神学校を設置している。しかし、インディアナポリスの総人口に占めるカトリック教徒の割合は、2014年6月時点で11.31%にとどまっており、全米平均（19.43%）を大きく下回っている。
聖公会は州中部および南部（南西部を含む）を管轄するインディアナポリス司教区を置いている。モニュメント・サークルに立地する同司教区の司教座聖堂、クライスト・チャーチ大聖堂は1857年に建てられた市最古の教会堂で、1973年に国家歴史登録財に登録された。1997年に着任した第10代司教、キャサリン・"ケイト"・メイプルズ・ウェイニックは、アメリカ合衆国ではもとより、全世界の聖公会でも数少ない女性司教のひとりである。
このほか、アメリカ福音ルター派教会はインディアナ・ケンタッキー教会会議を、またユナイテッド・メソジスト教会はインディアナ・カンファレンスを、それぞれインディアナポリスに置いている。

## 人口動態

### 都市圏
インディアナポリスの都市圏は州中央部、マリオン郡を中心に11郡にまたがっており、その面積は11,153km2（4,306mi2）である。広域都市圏はこの都市圏に、近隣のマンシーおよびコロンバス両都市圏、および5つの小都市圏を合わせた18郡から成っている。
右図はインディアナ州におけるインディアナポリス・カーメル・マンシー広域都市圏の位置を示している。この広域都市圏に含まれる都市圏および小都市圏はそれぞれ、下記の色で示されている。
  マリオン郡（大部分はインディアナポリス市）
  インディアナポリス・カーメル・アンダーソン都市圏に含まれる周辺各郡
  マンシー都市圏
  コロンバス都市圏
  ニューカッスル小都市圏
  シーモア小都市圏
  クロフォーズビル小都市圏
  ノースバーノン小都市圏
  グリーンズバーグ小都市圏
また、インディアナポリスの都市圏、および広域都市圏を形成する各郡の人口は以下の通りである（2020年国勢調査）。
インディアナポリス・カーメル・アンダーソン都市圏
| 郡               | 州             | 人口        |
| ---------------- | -------------- | ----------- |
| マリオン郡       | インディアナ州 | 977,203人   |
| ハミルトン郡     | インディアナ州 | 347,467人   |
| ヘンドリックス郡 | インディアナ州 | 174,788人   |
| ジョンソン郡     | インディアナ州 | 161,765人   |
| マディソン郡     | インディアナ州 | 130,129人   |
| ハンコック郡     | インディアナ州 | 79,840人    |
| モーガン郡       | インディアナ州 | 71,780人    |
| ブーン郡         | インディアナ州 | 70,812人    |
| シェルビー郡     | インディアナ州 | 45,055人    |
| パットナム郡     | インディアナ州 | 36,726人    |
| ブラウン郡       | インディアナ州 | 15,475人    |
| 合計             | 合計           | 2,111,040人 |

インディアナポリス・カーメル・マンシー広域都市圏
| 都市圏/小都市圏                                  | 郡                                               | 州                                               | 人口        |
| ------------------------------------------------ | ------------------------------------------------ | ------------------------------------------------ | ----------- |
| インディアナポリス・カーメル・アンダーソン都市圏 | インディアナポリス・カーメル・アンダーソン都市圏 | インディアナポリス・カーメル・アンダーソン都市圏 | 2,111,040人 |
| マンシー都市圏                                   | デラウェア郡                                     | インディアナ州                                   | 111,903人   |
| コロンバス都市圏                                 | バーソロミュー郡                                 | インディアナ州                                   | 82,208人    |
| ニューカッスル小都市圏                           | ヘンリー郡                                       | インディアナ州                                   | 48,914人    |
| シーモア小都市圏                                 | ジャクソン郡                                     | インディアナ州                                   | 46,428人    |
| クロフォーズビル小都市圏                         | モントゴメリー郡                                 | インディアナ州                                   | 37,936人    |
| ノースバーノン小都市圏                           | ジェニングス郡                                   | インディアナ州                                   | 27,613人    |
| グリーンズバーグ小都市圏                         | ディケーター郡                                   | インディアナ州                                   | 26,472人    |
| 合計                                             | 合計                                             | 合計                                             | 2,492,514人 |

### 市域人口推移
以下にインディアナポリス市における1840年から2020年までの人口推移をグラフおよび表で示す。
| 統計年 | 人口      | 順位 |
| ------ | --------- | ---- |
| 1840年 | 2,695人   | -    |
| 1850年 | 8,091人   | 87位 |
| 1860年 | 18,611人  | 48位 |
| 1870年 | 48,244人  | 27位 |
| 1880年 | 75,056人  | 24位 |
| 1890年 | 105,436人 | 27位 |
| 1900年 | 169,164人 | 21位 |
| 1910年 | 233,650人 | 22位 |
| 1920年 | 314,194人 | 21位 |
| 1930年 | 364,161人 | 21位 |
| 1940年 | 386,972人 | 20位 |
| 1950年 | 427,173人 | 23位 |
| 1960年 | 476,258人 | 26位 |
| 1970年 | 744,624人 | 11位 |
| 1980年 | 700,807人 | 12位 |
| 1990年 | 731,327人 | 13位 |
| 2000年 | 781,926人 | 12位 |
| 2010年 | 820,445人 | 12位 |
| 2020年 | 887,642人 | 15位 |

## 姉妹都市
インディアナポリスは以下8都市と姉妹都市提携を結んでいる。
- 台北市（中華民国） - 1978年提携
- ケルン（ドイツ） - 1988年提携
- モンツァ（イタリア） - 1994年提携
- ピラン（スロベニア） - 2001年提携
- 杭州市（中華人民共和国） - 2008年提携
- カンピーナス（ブラジル） - 2009年提携
- ノーサンプトンシャー（イギリス・イングランド） - 2009年提携、カウンティ全体がインディアナポリスと姉妹都市提携を結んでいる
- ハイデラバード（インド） - 2010年提携